# Conurbación Chillán
La Intercomuna Chillán - Chillán Viejo, Conurbación Chillán o Gran Chillán, son los nombres que recibe una conurbación formada por las comunas de Chillán y Chillán Viejo en la Provincia de Diguillín en la Región del Ñuble de Chile. Según los datos del censo de 2017, la urbe posee 215 646 habitantes.
La ciudad es también conocida por su cercanía a las Termas de Chillán y sus centros de esquí, los que son considerados uno de los más importantes en Chile.
La presencia de diversos pueblos circundantes al núcleo urbano, han hecho considerar el aumento de cantidad de comunas relacionadas con la urbe, cambiando su rango de "conurbación" a "área metropolitana", e incluyendo a las comunas de Bulnes, Coihueco, Pinto, San Carlos y San Nicolás, además de la posible creación de una comuna, en el sector de Los Volcanes.

## Historia
Los orígenes de la ciudad de Chillán se remontan a la creación del fuerte San Ildefonso en 1576, a orillas del río Chillán. Oficialmente la ciudad fue fundada el 26 de junio de 1580 por orden de Martín Ruiz de Gamboa, bajo el nombre de "San Bartolomé de Gamboa". Tras un ataque de los mapuches en 1655, la ciudad es completamente destruida, siendo refundada el 1 de enero de 1664 por Ángel de Peredo, en el sector de El Bajo de Chillán Viejo.
Posteriormente en 1751 ocurre un terremoto que desvió el curso del río Chillán, suceso que ocasiona que la ciudad fuera inundada y destruida. Ese mismo año, la ciudad fue refundada por Domingo Ortiz de Rozas, en el sector del Alto de la Horca, actual emplazamiento de Chillán Viejo.
En 1835 ocurre un terremoto que deriva en el traslado de la ciudad a su actual emplazamiento, en los terrenos que correspondían a la Hacienda Huadún de Domingo Amunátegui, siendo refundada por orden de José Joaquín Prieto, el 5 de noviembre de 1835.
Para 1939, ocurre el sismo más mortífero del país, cuyas cifras fluctuaron entre los 5.000 y los 30.000 fallecidos. Setenta y un años más tarde, ocurriría otro sismo en la zona, cual fuera considerado el segundo más fuerte del país. Para 2018, la ciudad se convierte en capital de la Región de Ñuble.

## Geografía

### Geografía física

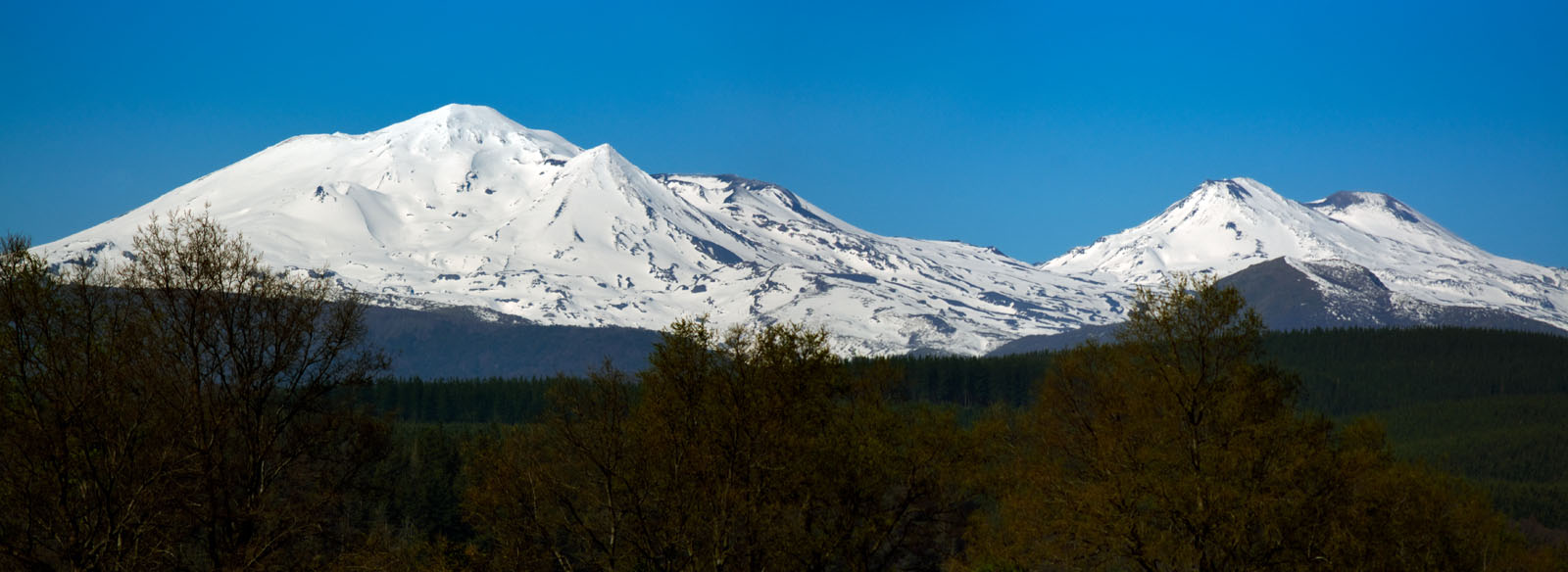
Nevados de Chillán

La ciudad se ubica sobre la placa sudamericana, en el territorio continental de Chile, en una llanura aluvial conformada a fines del período Terciario, exactamente entre el Holoceno y el Pleistoceno. Durante el Cuaternario, los sedimentos del derretimiento de los glaciares, arrastrados por los ríos Ñuble, Cato y Chillán, surcaron el llano en que se ubica la ciudad, creando un paisaje pantanoso con diversos hitos de hidrológicos.

#### Hidrología

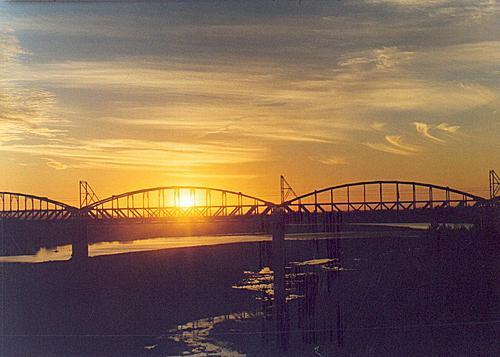
Puente ferroviario Ñuble al atardecer

El río Ñuble delimita las comunas de San Carlos, Chillán y San Nicolás, este nace de los Nevados de Chillán y el límite con Argentina. Desde la comuna de Coihueco, nace el río Cato y se conecta con el río Ñuble, luego de atravesar la comuna de Chillán y uniéndose a él, cerca del Puente ferroviario Ñuble. Al sur de la ciudad, se encuentra el río Chillán, cual también se une al río Ñuble, cerca de la localidad de Huechupín.

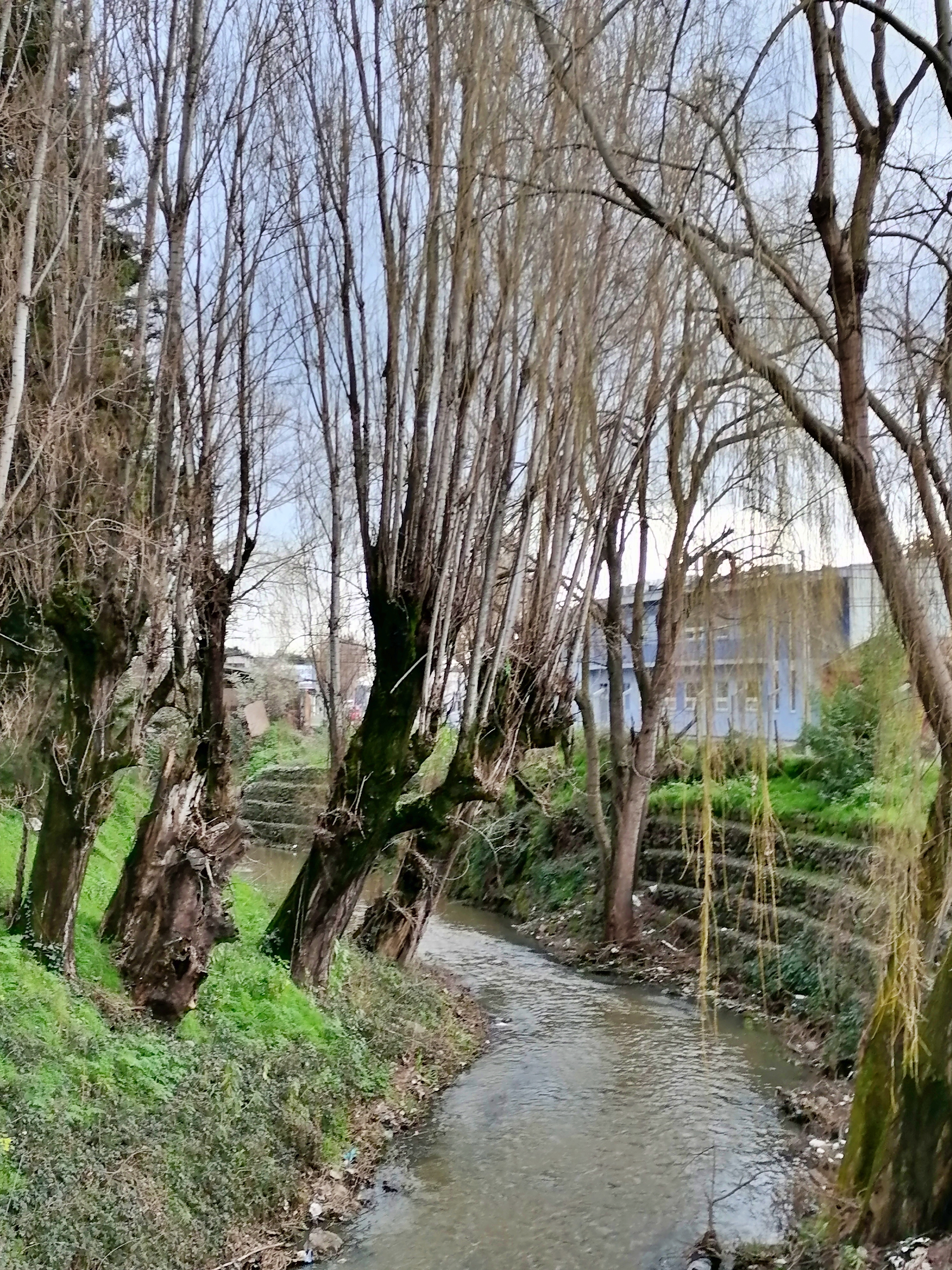
Vista del Estero Las Toscas desde puente de calle Cinco de abril

El Estero Las Toscas nace del río Cato como canal de regadío, atraviesa hitos importantes como el Hospital Herminda Martin y los campus La Castilla y El Mono de la Universidad del Bíobío. Al salir de la urbe, delimita las comunas de Chillán y Chillán Viejo junto al Estero Las Lechuzas.
Cabe mencionar que el antiguo terreno de la ciudad, antes de la intervención humana, era de carácter pantanoso. Además de los cursos de agua anteriormente mencionados, es necesario recalcar la existencia de otras cuencas hidrográficas que hoy ya no existen, como la laguna Nova del Parque Schleyer y la laguna de la población Irene Frei, u otros que se encuentran convertidos en tuberías, como el Canal de la Luz, el Estero Las Lechuzas y el Estero Camarones. Otro curso de agua relevante, ha sido el río Chillán, cuyo trazado, previo al terremoto de 1751 correspondía a lo que hoy es la avenida Río Viejo.

#### Climatología

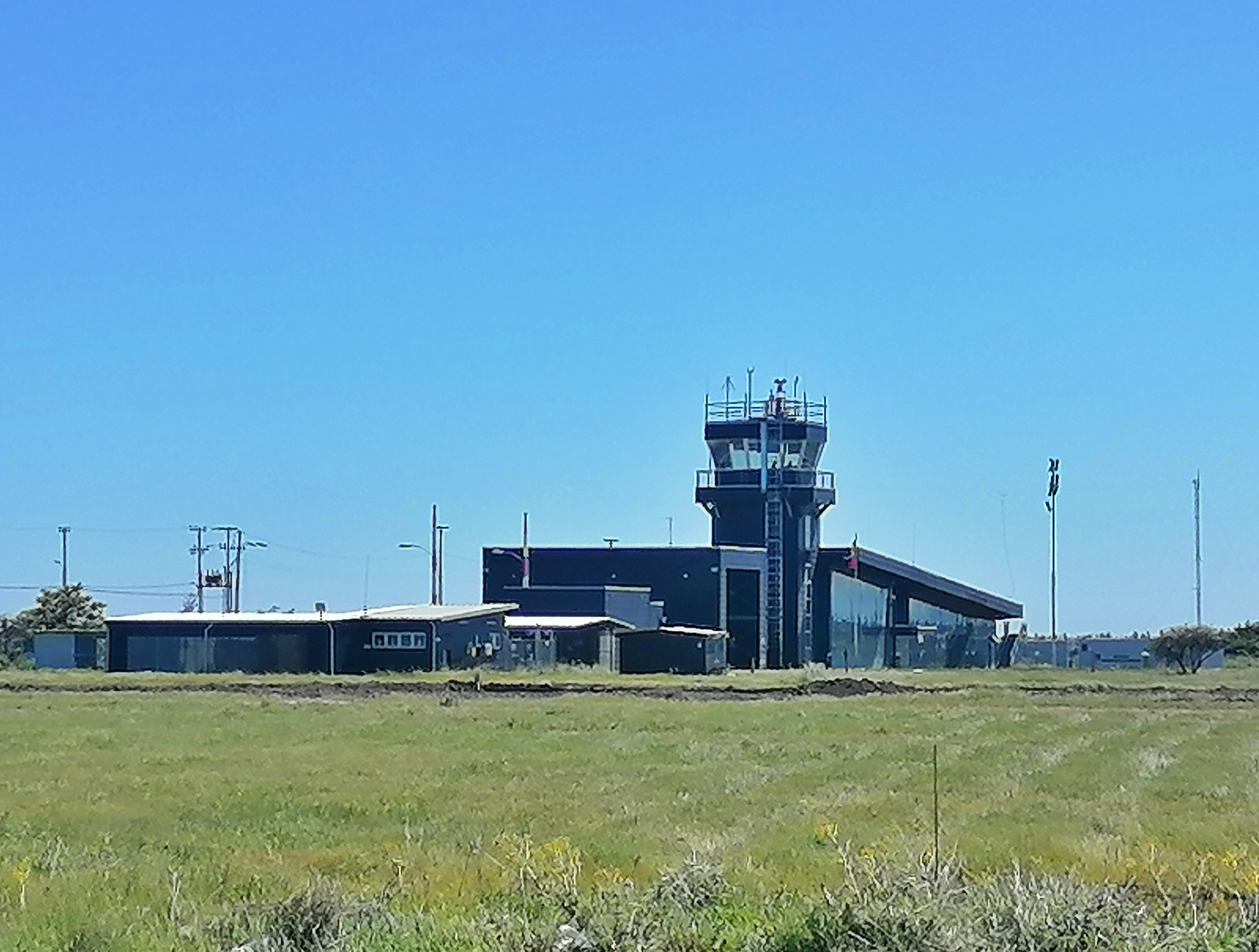
La estación meteorológica de la ciudad se encuentra en el Aeródromo General Bernardo O'Higgins

Chillán tiene características climáticas claramente identificadas de la zona central de Chile. Domina el clima templado mediterráneo con estación seca y lluviosa semejante con incidencia continental o mediterráneo continentalizado. El mes más caluroso es enero que registra temperaturas medias de 20,1 °C. Las máximas absolutas se registran a mediados del mismo mes, donde alcanzan valores de hasta 38 °C a la sombra. Durante la ola de calor del año 2017 se registró la máxima absoluta de 41,5 °C en la estación de Quinchamalí el día 26 de enero.  El mes más frío es julio que anota temperaturas que oscilan entre los 1 °C y 5 °C. Entre las mínimas absolutas más significativas se registran también en el mes de julio, donde alcanzan hasta -7 °C. Las precipitaciones son del orden de 1.058 mm anuales.
Las bajas notables de temperatura observadas en este período, se deben al avance de masas de aire frío polar que penetran muy al interior del país y la presencia de la cordillera de costa que impide que llegue la influencia moderadora del mar. La temperatura media para un año normal según datos registrados por la estación meteorológica del aeródromo de la Fuerza Aérea de Chile, es de 13,05 °C.
| Parámetros climáticos promedio de Chillán (Aeródromo General Bernardo O'Higgins) 1980–2010, extremes 1952–present | Parámetros climáticos promedio de Chillán (Aeródromo General Bernardo O'Higgins) 1980–2010, extremes 1952–present | Parámetros climáticos promedio de Chillán (Aeródromo General Bernardo O'Higgins) 1980–2010, extremes 1952–present | Parámetros climáticos promedio de Chillán (Aeródromo General Bernardo O'Higgins) 1980–2010, extremes 1952–present | Parámetros climáticos promedio de Chillán (Aeródromo General Bernardo O'Higgins) 1980–2010, extremes 1952–present | Parámetros climáticos promedio de Chillán (Aeródromo General Bernardo O'Higgins) 1980–2010, extremes 1952–present | Parámetros climáticos promedio de Chillán (Aeródromo General Bernardo O'Higgins) 1980–2010, extremes 1952–present | Parámetros climáticos promedio de Chillán (Aeródromo General Bernardo O'Higgins) 1980–2010, extremes 1952–present | Parámetros climáticos promedio de Chillán (Aeródromo General Bernardo O'Higgins) 1980–2010, extremes 1952–present | Parámetros climáticos promedio de Chillán (Aeródromo General Bernardo O'Higgins) 1980–2010, extremes 1952–present | Parámetros climáticos promedio de Chillán (Aeródromo General Bernardo O'Higgins) 1980–2010, extremes 1952–present | Parámetros climáticos promedio de Chillán (Aeródromo General Bernardo O'Higgins) 1980–2010, extremes 1952–present | Parámetros climáticos promedio de Chillán (Aeródromo General Bernardo O'Higgins) 1980–2010, extremes 1952–present | Parámetros climáticos promedio de Chillán (Aeródromo General Bernardo O'Higgins) 1980–2010, extremes 1952–present |
| Mes | Ene. | Feb. | Mar. | Abr. | May. | Jun. | Jul. | Ago. | Sep. | Oct. | Nov. | Dic. | Anual |
| --- | --- | --- | --- | --- | --- | --- | --- | --- | --- | --- | --- | --- | --- |
| Temp. máx. abs. (°C)                                                                                              | 41.5 | 40.0 | 37.8 | 31.8 | 27.0 | 23.2 | 20.4 | 25.2 | 27.4 | 31.4 | 33.4 | 36.4 | 41.5 |
| Temp. máx. media (°C)                                                                                             | 29.1 | 28.9 | 25.8 | 20.3 | 15.0 | 12.3 | 12.0 | 14.1 | 16.8 | 19.6 | 23.1 | 26.7 | 20.3 |
| Temp. media (°C)                                                                                                  | 20.1 | 19.7 | 17.4 | 13.5 | 10.3 | 8.6 | 7.9 | 9.2 | 11.0 | 13.2 | 15.7 | 18.4 | 13.8 |
| Temp. mín. media (°C)                                                                                             | 11.1 | 10.5 | 9.0 | 6.7 | 5.6 | 4.8 | 3.8 | 4.4 | 5.1 | 6.8 | 8.3 | 10.2 | 7.2 |
| Temp. mín. abs. (°C)                                                                                              | 1.8 | 2.0 | -1.2 | -2.8 | -5.2 | -6.0 | -7.0 | -4.6 | -3.2 | -2.0 | 0.8 | 0.0 | -7.0 |
| Precipitación total (mm)                                                                                          | 15.2 | 22.8 | 24.7 | 70.8 | 202.9 | 227.6 | 176.1 | 123.4 | 82.0 | 64.8 | 31.9 | 16.6 | 1058.8 |
| Días de precipitaciones (≥ 1 mm)                                                                                  | 2 | 2 | 3 | 7 | 13 | 14 | 14 | 11 | 9 | 7 | 4 | 3 | 89 |
| Horas de sol | 359.6 | 296.6 | 260.4 | 177.0 | 120.9 | 87.0 | 105.4 | 142.6 | 183.0 | 229.4 | 282.0 | 334.8 | 2578.7 |
| Humedad relativa (%)                                                                                              | 50 | 53 | 58 | 68 | 80 | 85 | 83 | 78 | 72 | 67 | 60 | 54 | 67 |
| Fuente n.º 1: Dirección Meteorológica de Chile                                                                    | | | | | | | | | | | | | |
| Fuente n.º 2: Universidad de Chile (horas de sol)                                                                 | | | | | | | | | | | | | |

## Política

### Administración

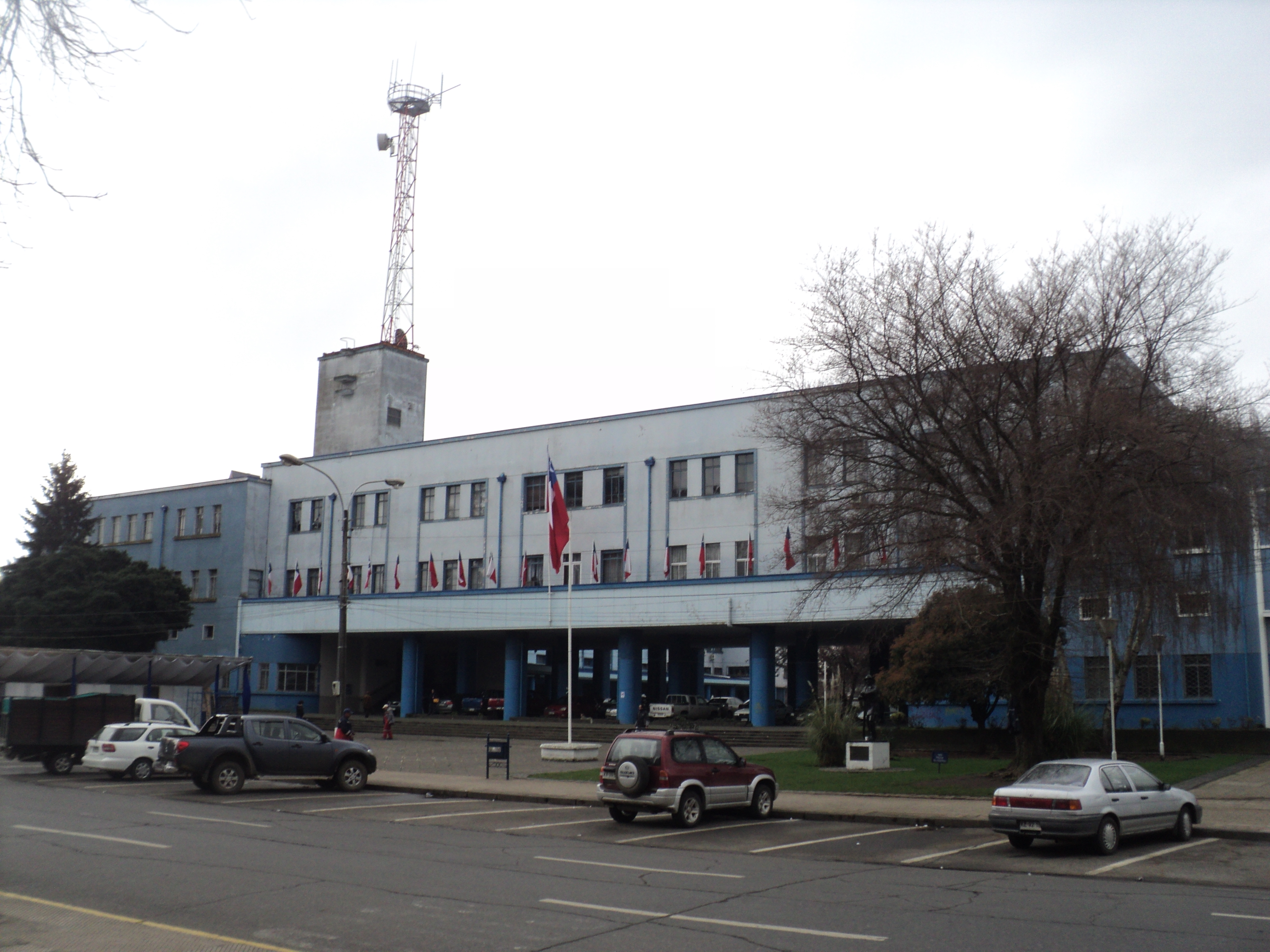
Edificio de los Servicios Públicos de Chillán, sede administrativa del Gobierno Regional de Ñuble

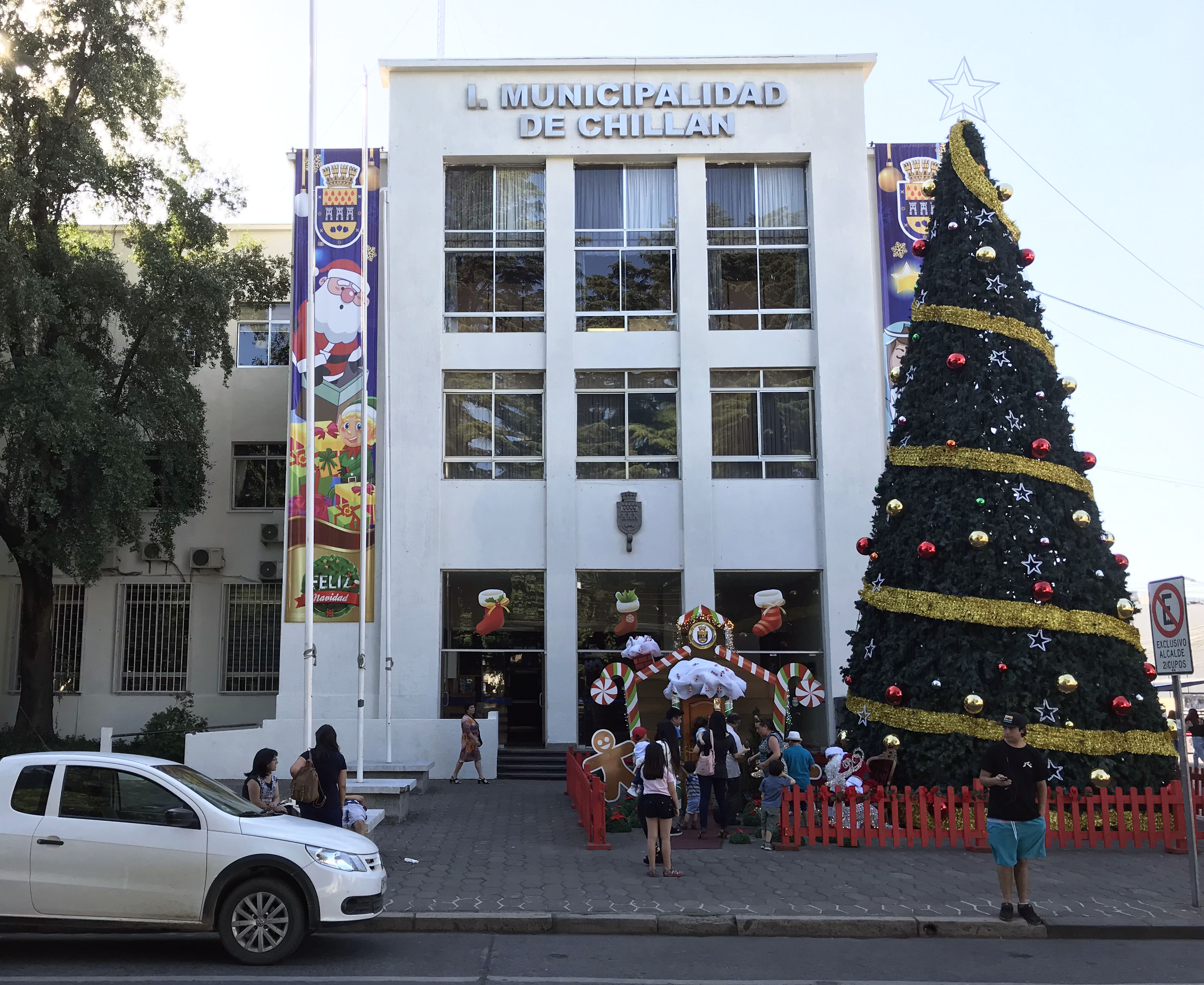
Casa consistorial de Chillán, sede administrativa del municipio de Chillán

A nivel regional, Chillán es capital de la Región de Ñuble, cuya autoridad máxima es el gobernador regional, cargo ocupado por Óscar Crisóstomo, que fue elegido en la elección de gobernador regional de 2021.
Ambas comunas están dentro del distrito electoral N°19, representados en la Cámara de Diputados de Chile por 	Cristóbal Martínez, Frank Sauerbaum, Marta Bravo, Felipe Camaño y Sara Concha, también además, pertenecen a la 16.ª Circunscripción Senatorial, cual está representada en el Senado de Chile por Loreto Carvajal y Gustavo Sanhueza. 
Por otro lado, a menor medida, la ciudad de Chillán cuenta con dos divisiones administrativas, las comunas de Chillán y Chillán Viejo, cuyos alcaldes respectivos son Camilo Benavente y Jorge del Pozo. Ambas gestiones edilicias son apoyadas por un concejo municipal, elegido de manera democrática.
| Comuna de Chillán           | Comuna de Chillán | Comuna de Chillán Viejo    | Comuna de Chillán Viejo |
| Concejal/a                  | Partido           | Concejal/a                 | Partido                 |
| --------------------------- | ----------------- | -------------------------- | ----------------------- |
| Quenne Aitken Ferrada       | PCCh              | Carlos Molina Morales      | PDC                     |
| Pedro Sánchez Cabezas       | Ind.              | Nelson Ferrada Chávez      | PS                      |
| Patricio Huepe García       | PDC               | Rafael Palavecino Troncozo | PS                      |
| Marina Crisóstomo Bravo     | PEV               | Evelyn Baltierra Sánchez   | PPD                     |
| Brígida Hormazábal Gaete    | PS                | Manuel Sepúlveda Fuentes   | UDI                     |
| Ricardo Valdebenito Fuentes | PPD               | Patricio San Martin Solís  | PR                      |
| Yanina Contreras Mendoza    | Ind.              |                            |                         |
| Joseph Careaga Palma        | UDI               |                            |                         |
| Rodrigo Ramírez Soto        | UDI               |                            |                         |
| César Riquelme Alarcón      | PR                |                            |                         |

### Límites
De manera administrativa, los límites de la ciudad de Chillán, estarían establecidos de acuerdo a los instaurados por las leyes que crearon las comunas respectivas. En este sentido, el límite natural en el lado norte corresponde al Río Ñuble, mientras que al poniente y el sur, sería el Río Itata y el Río Larqui respectivamente. Los trazados de los límites en el suroriente y oriente, están determinados por los loteos de terreno, con la excepción del uso del Río Cato en el sector nororiente.
Urbanamente hablando, la intercomuna presenta su propio límite urbano, cual es designado en el Plan Regulador Intercomunal de Chillán-Chillán Viejo, un instrumento de administración del territorio entre ambas comunas. Asimismo, en el mismo documento, se otorga límites urbanos a localidades circundantes, cuales también presenta incluidas en futuros proyectos urbanos. Estas localidades son: Capilla Cox, Confluencia, El Huape, Los Colihues, Nebuco, Quillay, Quinchamalí, Quinquehua, Reloca, Rinconada de Cato, Rucapequén y Santa Raquel.

### Estructura local
La siguiente lista es un recuento de la cantidad de habitantes por cada localidad de las comunas que conforman la ciudad de Chillán, de acuerdo a las cifras otorgadas por el censo chileno de 2002
| Localidad               | Comuna        | Cant. Habitantes   |
| ----------------------- | ------------- | ------------------ |
| Chillán                 | Chillán       | 146.701 habitantes |
| Quinchamalí             | Chillán       | 1.314 habitantes   |
| Las Mariposas           | Chillán       | 955 habitantes     |
| Quinquehua              | Chillán       | 959 habitantes     |
| El Huape                | Chillán       | 557 habitantes     |
| El Emboque              | Chillán       | 544 habitantes     |
| Los Montes              | Chillán       | 440 habitantes     |
| La Vega                 | Chillán       | 439 habitantes     |
| Rinconada de Cato       | Chillán       | 426 habitantes     |
| Capilla Cox             | Chillán       | 405 habitantes     |
| Santa Raquel            | Chillán       | 367 habitantes     |
| Confluencia             | Chillán       | 326 habitantes     |
| Reloca                  | Chillán       | 326 habitantes     |
| Santa Clara             | Chillán       | 318 habitantes     |
| Monte Rico              | Chillán       | 290 habitantes     |
| Malloa                  | Chillán       | 260 habitantes     |
| Cheñique                | Chillán       | 237 habitantes     |
| Ñuble Alto              | Chillán       | 206 habitantes     |
| San Nicolás             | Chillán       | 191 habitantes     |
| Esperanza de Cato       | Chillán       | 183 habitantes     |
| Liceo Agrícola          | Chillán       | 183 habitantes     |
| Los Montes              | Chillán       | 176 habitantes     |
| Barriales               | Chillán       | 170 habitantes     |
| Santa Cruz de Cuca      | Chillán       | 106 habitantes     |
| Colliguay               | Chillán       | 102 habitantes     |
| Callejón Los Sapitos    | Chillán       | 76 habitantes      |
| Sector Escuela          | Chillán       | 66 habitantes      |
| Las Raíces              | Chillán       | 63 habitantes      |
| Las Ineas               | Chillán       | 60 habitantes      |
| Villa Esperanza         | Chillán       | 54 habitantes      |
| Alto de Huechupín       | Chillán       | 52 habitantes      |
| Paso Ancho              | Chillán       | 51 habitantes      |
| Callejón Arias          | Chillán       | 48 habitantes      |
| Las Rosas               | Chillán       | 45 habitantes      |
| Los Litrales            | Chillán       | 40 habitantes      |
| Villa Osorio            | Chillán       | 40 habitantes      |
| Brisas del Parque       | Chillán       | 39 habitantes      |
| Laurel de Oro           | Chillán       | 38 habitantes      |
| San Bernardo Oriente    | Chillán       | 37 habitantes      |
| Rinconada               | Chillán       | 30 habitantes      |
| Villa Las Rosas         | Chillán       | 30 habitantes      |
| Larqui de Chillán       | Chillán       | 26 habitantes      |
| San Gabriel             | Chillán       | 24 habitantes      |
| Las Quilas              | Chillán       | 19 habitantes      |
| Chillán Viejo           | Chillán Viejo | 18.827 habitantes  |
| Rucapequén              | Chillán Viejo | 776 habitantes     |
| Los Colihues            | Chillán Viejo | 453 habitantes     |
| El Quillay              | Chillán Viejo | 237 habitantes     |
| Nebuco                  | Chillán Viejo | 154 habitantes     |
| Llollinco               | Chillán Viejo | 120 habitantes     |
| Proyecto O'Higgins      | Chillán Viejo | 70 habitantes      |
| Larqui de Chillán Viejo | Chillán Viejo | 44 habitantes      |

### Símbolos

Escudo de Chillán
Escudo de Chillán Viejo
Escudo de Provincia de Diguillín
Escudo de la Región de Ñuble

## Economía

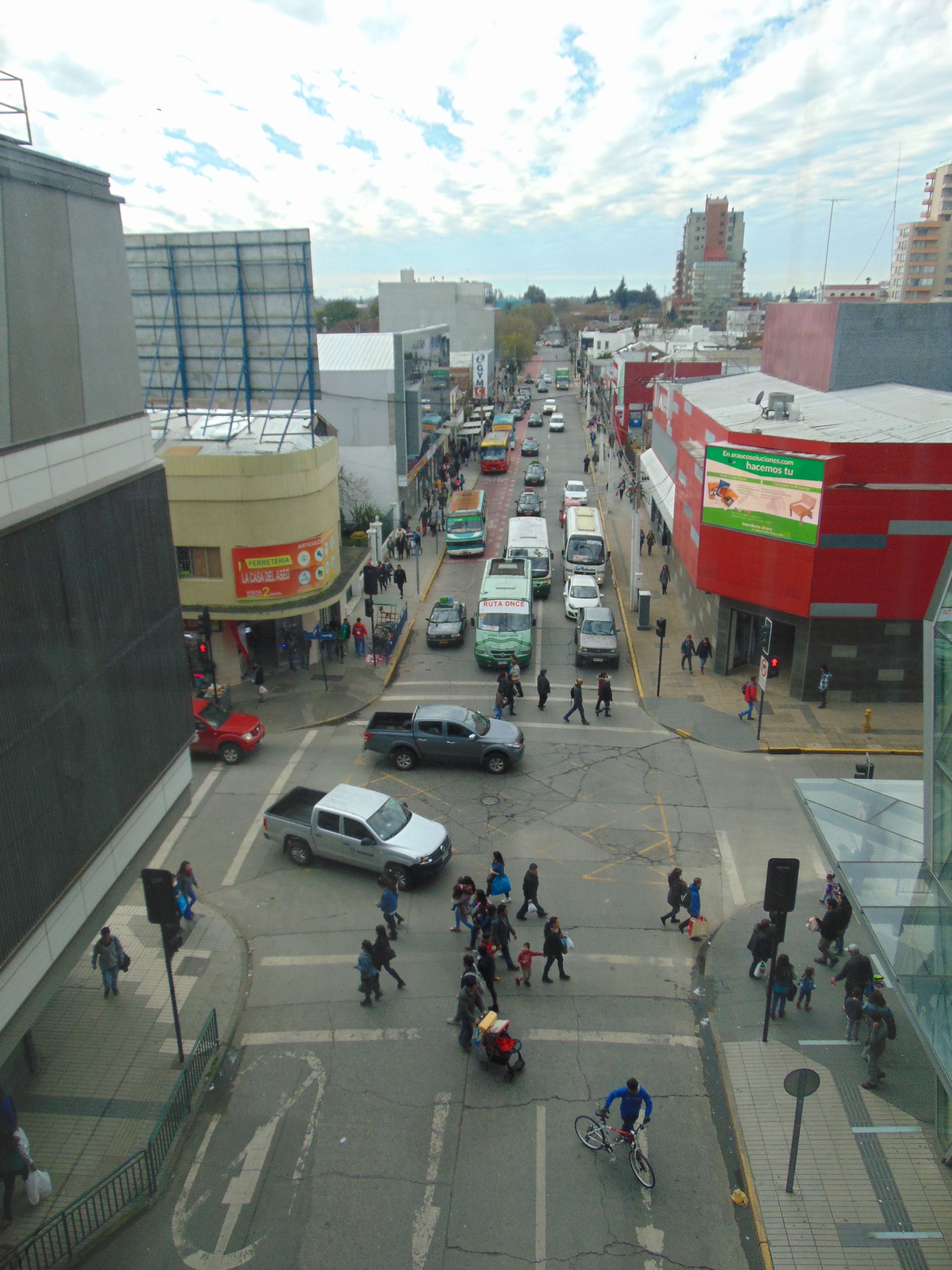
Vista de locales comerciales de calle Isabel Riquelme, desde pasillo del Mall Arauco Chillán

La principal actividad económica de Chillán, es la agricultura y los servicios económicos terciarios. En la agricultura destacan sus plantaciones de trigo, remolacha, maíz, arroz, frijol, papa, maravilla, cebada y avena. Asimismo posee tierras de pastoreo, las cuales son usadas para el ganado y la obtención de leche y carne. Cabe resaltar además, la presencia de viñedos, cuales en conjunto a comunas aledañas, conforman el área vitivinicultora del Valle del Itata.
El turismo por su parte, es un área que se ha desarrollado en los últimos años. Las principales atracciones turísticas de carácter internacional son las Termas de Chillán, el Museo Claudio Arrau y los Murales de Siqueiros y Guerrero. En el área de comercio, resalta el sector de la tradicional Feria de Chillán y tiendas antiquísimas de la zona, cual convive con otras de carácter moderno, como el Mall Arauco Chillán.

## Relaciones internacionales
La conurbación Chillán es sede de una serie de instituciones de relaciones internacionales, tales como la Unidad Regional de Asuntos Internacionales (URAI) del Gobierno Regional de Ñuble en Chillán, encargada del análisis y gestión de las relaciones bilaterales y multilaterales de la región con América Latina y el resto del mundo, la Unidad Regional de Promoción y Atracción de Inversiones en Chillán, la oficina regional en Chillán del Servicio Nacional de Migraciones, la oficina regional de la Dirección General de Promoción de Exportaciones (ProChile), y el Departamento de Migraciones y Policía Internacional de la Policía de Investigaciones en Chillán, y la Oficina de la Diversidad Social y Cultural de la Municipalidad de Chillán, que brinda apoyo a la población migrante de la conurbación.
En materia de relaciones internacionales y educación superior, el principal actor dentro de la conurbación Chillán es la Unidad de Relaciones Internacionales, Dirección de Vinculación con el Medio, y el Instituto de Idiomas de la Universidad Adventista de Chile.

#### Ciudades hermanadas
- Hamilton, Nueva Zelanda[32]
- Mürzzuschlag, Austria[33]
- Río Cuarto, Argentina[33]

## Cultura

### Patrimonio
La ciudad posee siete monumentos nacionales, y una zona típica, designados por Consejo de Monumentos Nacionales y protegidos por el Estado chileno, amparado bajo la ley 17288, estos son la Capilla del Hospital San Juan de Dios, Catedral de Chillán, Edificio de la Cooperativa Eléctrica, Iglesia de la Virgen del Carmen, Murales de la Escuela México, el Puente Confluencia y el Mural de María Martner a Bernardo O'Higgins en el Parque Monumental Bernardo O'Higgins, este último declarado también, zona típica.
Además, la capital de la Región de Ñuble tiene Inmuebles de Conservación Histórica, cuales están protegidos bajo el decreto 60 de la Ley General de Urbanismo y Construcciones. En la comuna de Chillán, los inmuebles declarados Conservación Histórica son el Museo Claudio Arrau, el Edificio de los Servicios Públicos, Estación Chillán, Edificios Municipales de Chillán, Edificio del Cuerpo de Bomberos de Chillán, Biblioteca Municipal de Chillán, el Edificio de La Discusión, Edificio de Los dos Cuyanos, Cine O'Higgins, Cine Central, Iglesia de San Francisco, Escuela México, Mercado de Chillán, los edificios Rocchetti y Sociedad de Artesanos La Unión, y las casas Chejade, Etchevers, Barco, Geométrica y Lama; mientras que los inmuebles de conservación histórica en Chillán Viejo son el Monasterio de las Sacramentinas, el Mausoleo de la familia del Libertador Bernardo O'Higgins, la Casa de la Cultura de Chillán Viejo y el Mural a Bernardo O'Higgins de María Martner, los tres últimos se ubican en el Parque Monumental Bernardo O'Higgins.

Por su parte, la comuna de Chillán Viejo posee tres de los cuatro puntos geográficos considerados como lugares exactos de la fundación de la ciudad, la primera de 1580 y la segunda de 1655 ubicadas en el sector de El Bajo, mientras que la tercera de 1741 en el sector del Alto de la Horca, correspondiente al actual plano damero de Chillán Viejo.

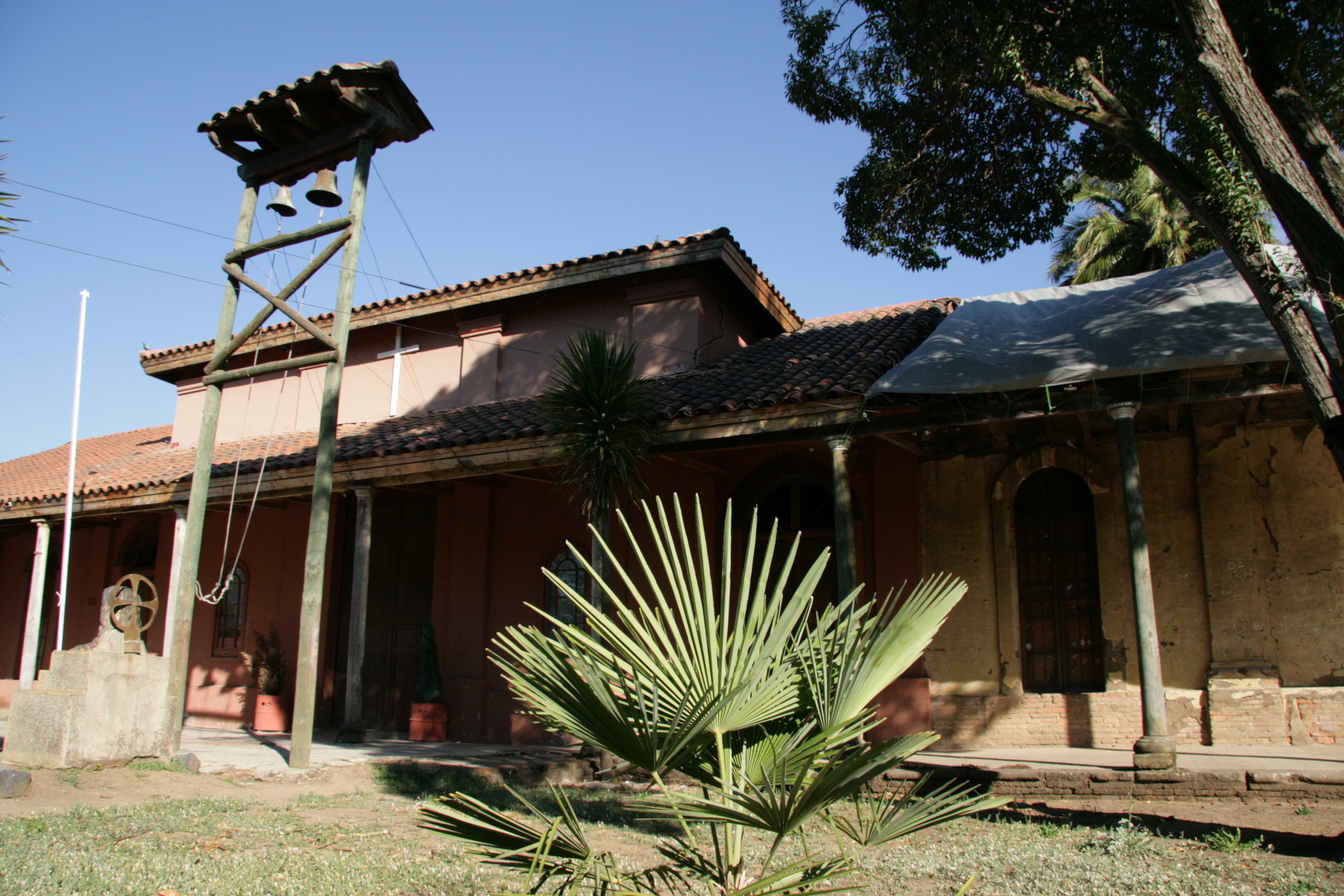
Capilla del Hospital San Juan de Dios
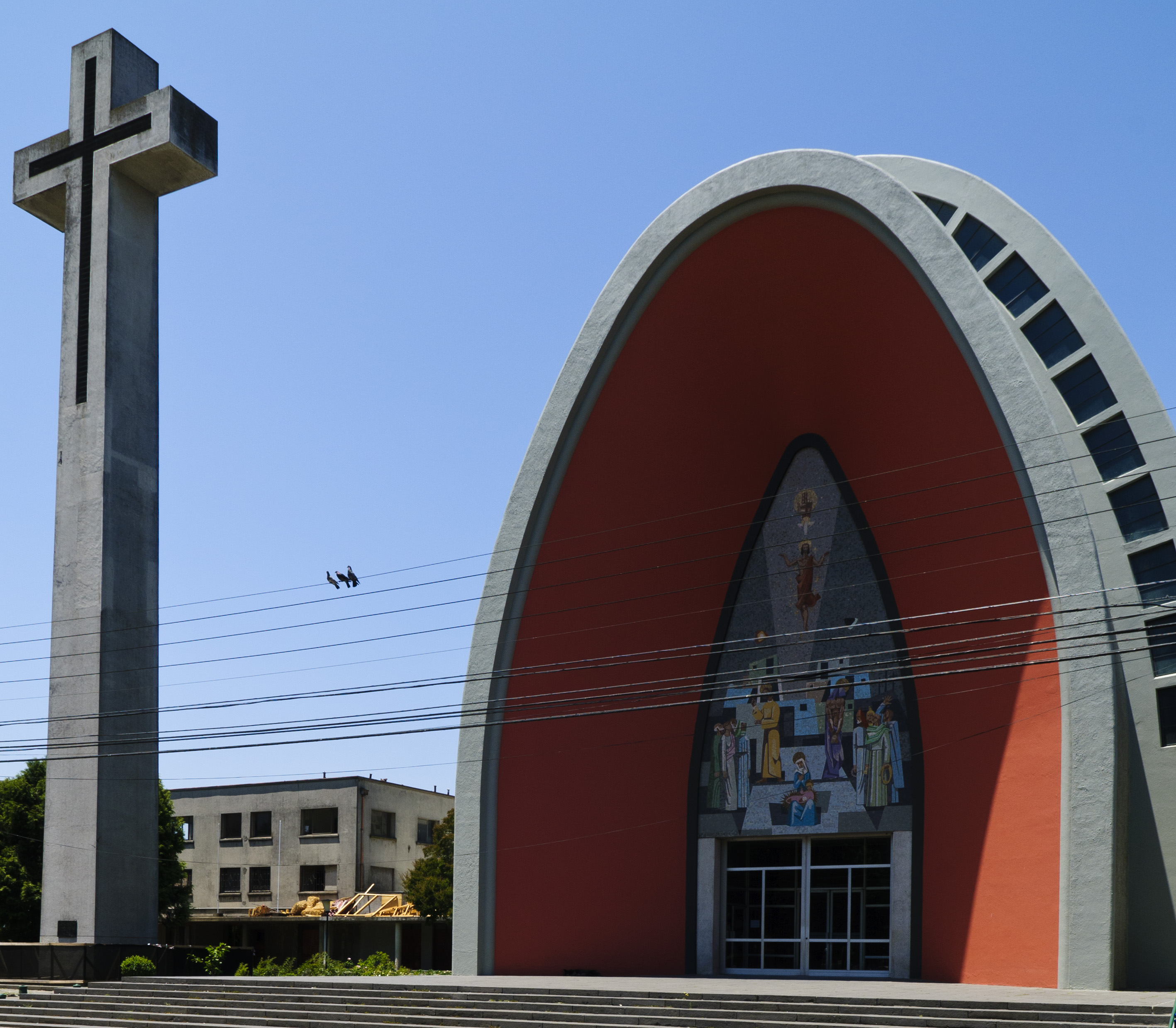
Catedral de Chillán
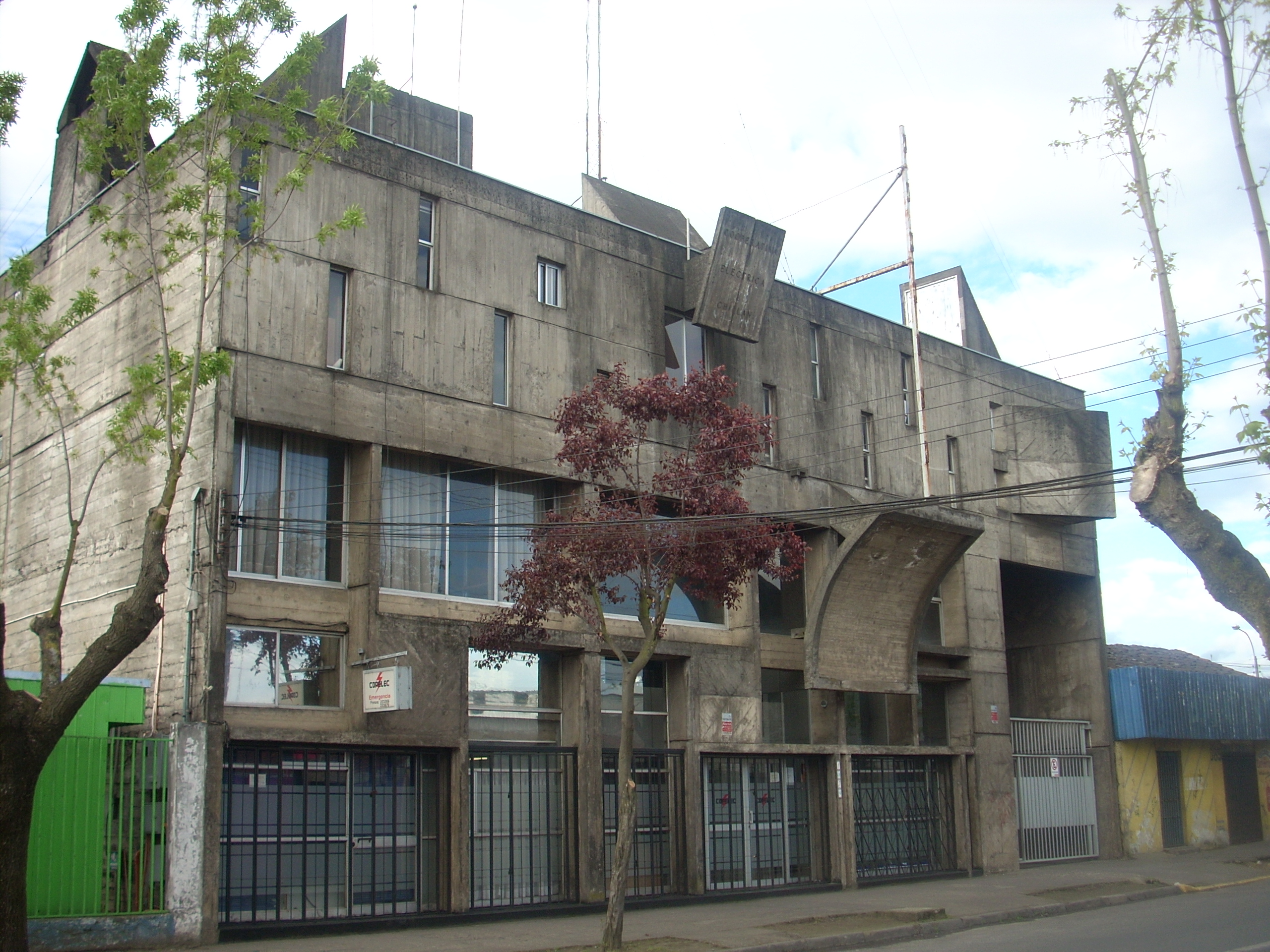
Edificio de la Cooperativa Eléctrica
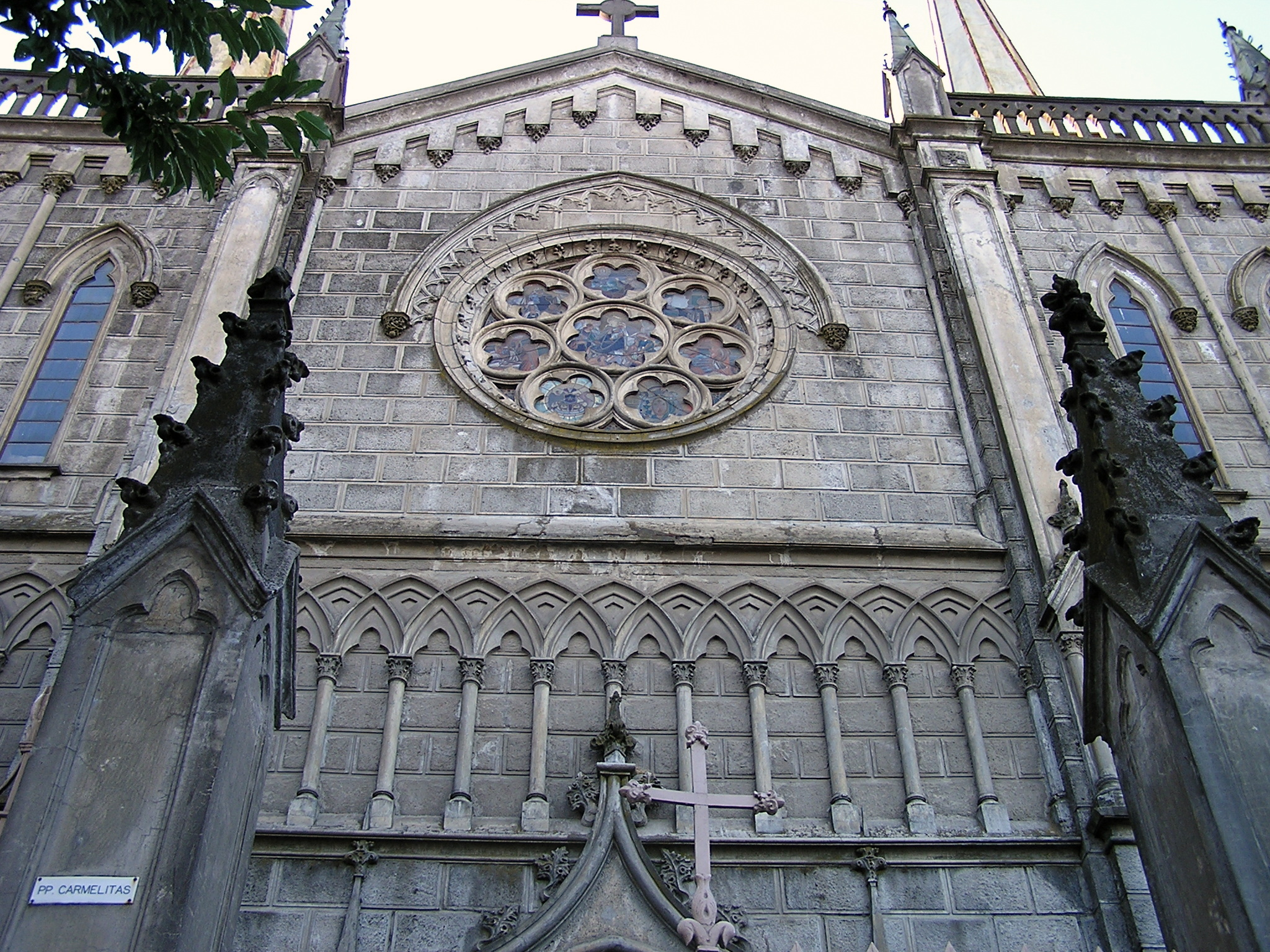
Iglesia de los Carmelitas
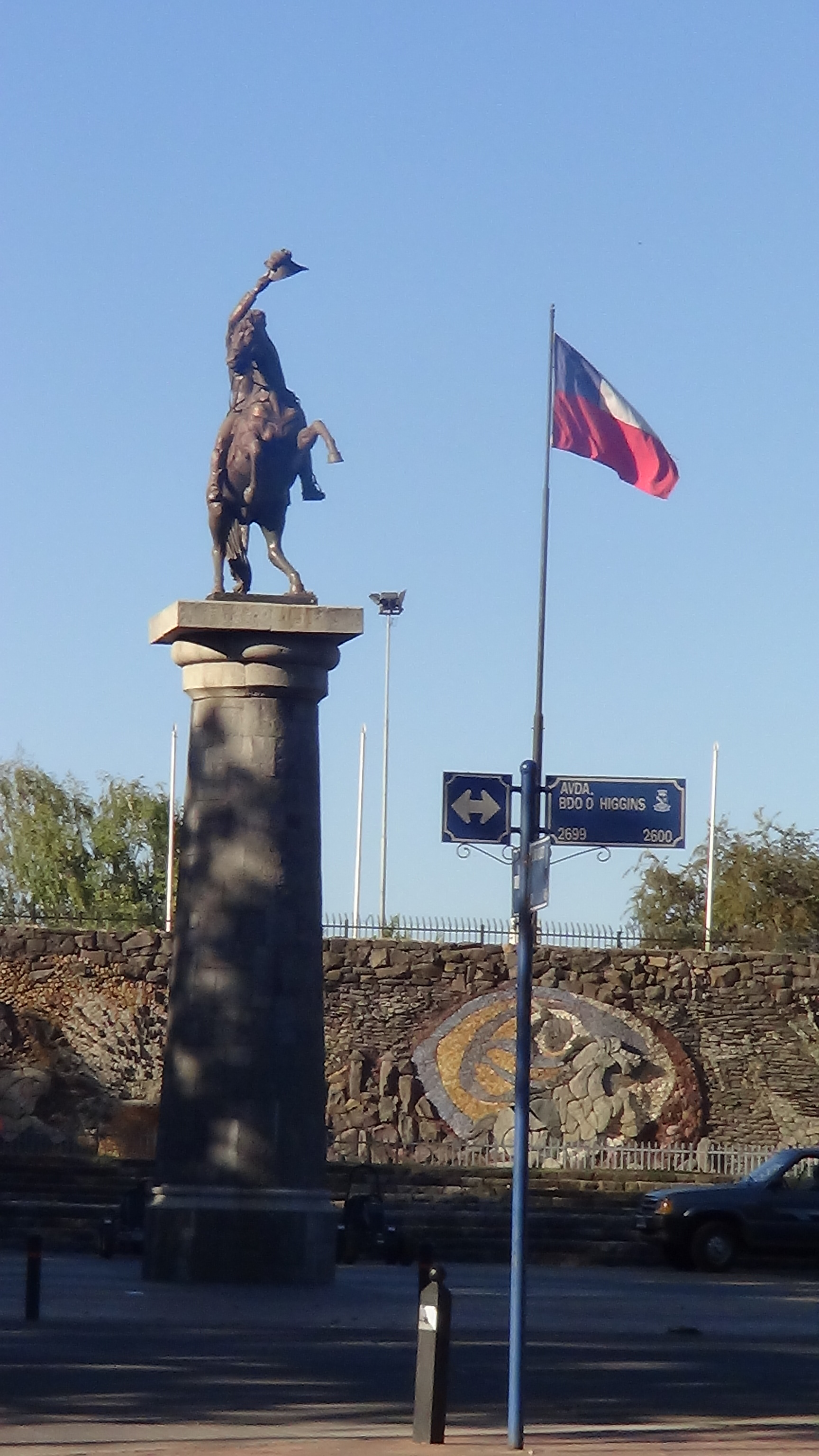
Mural de María Martner a Bernardo O'Higgins en Parque Monumental Bernardo O'Higgins de Chillán Viejo
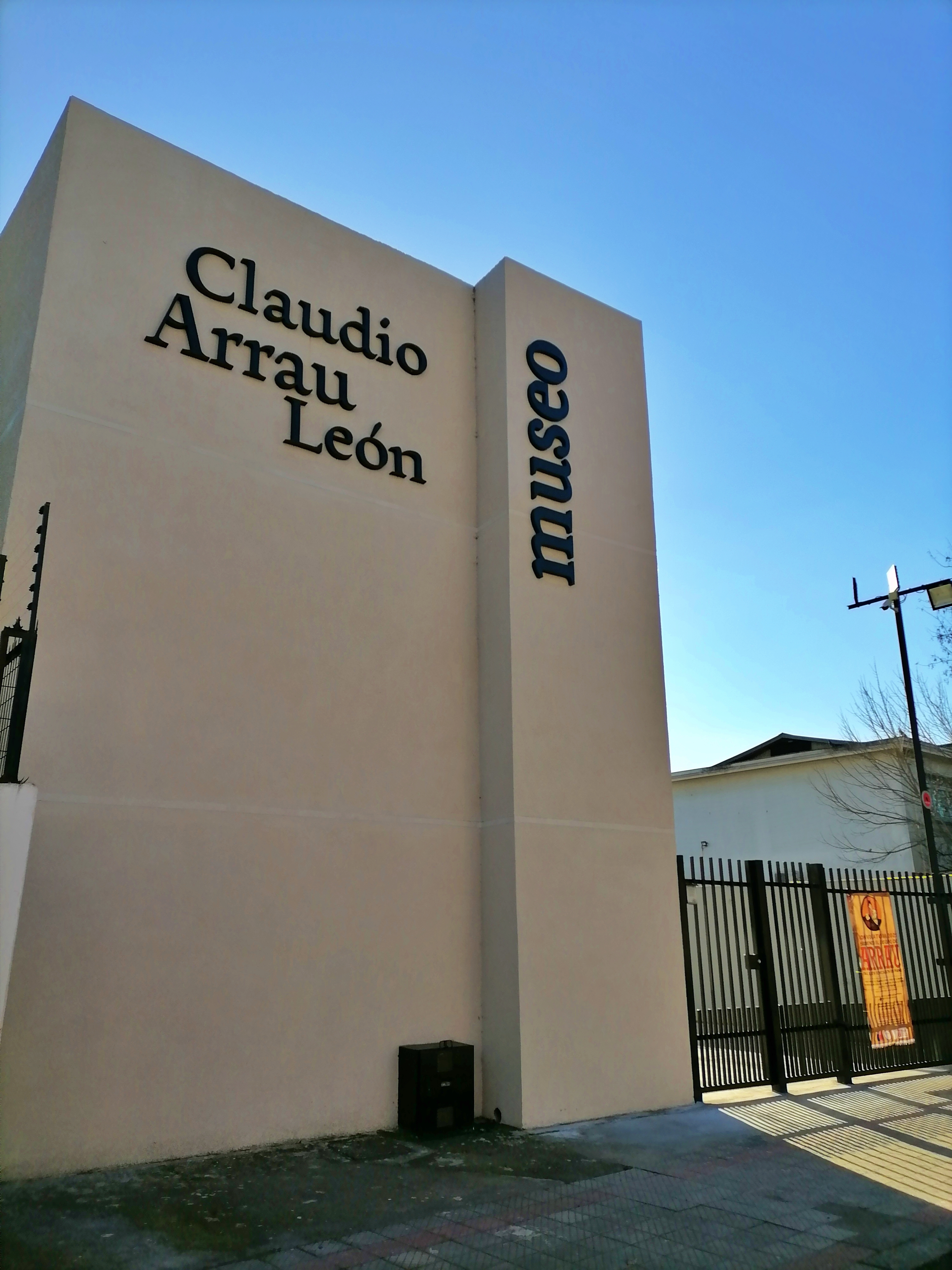
Museo Interactivo Claudio Arrau León
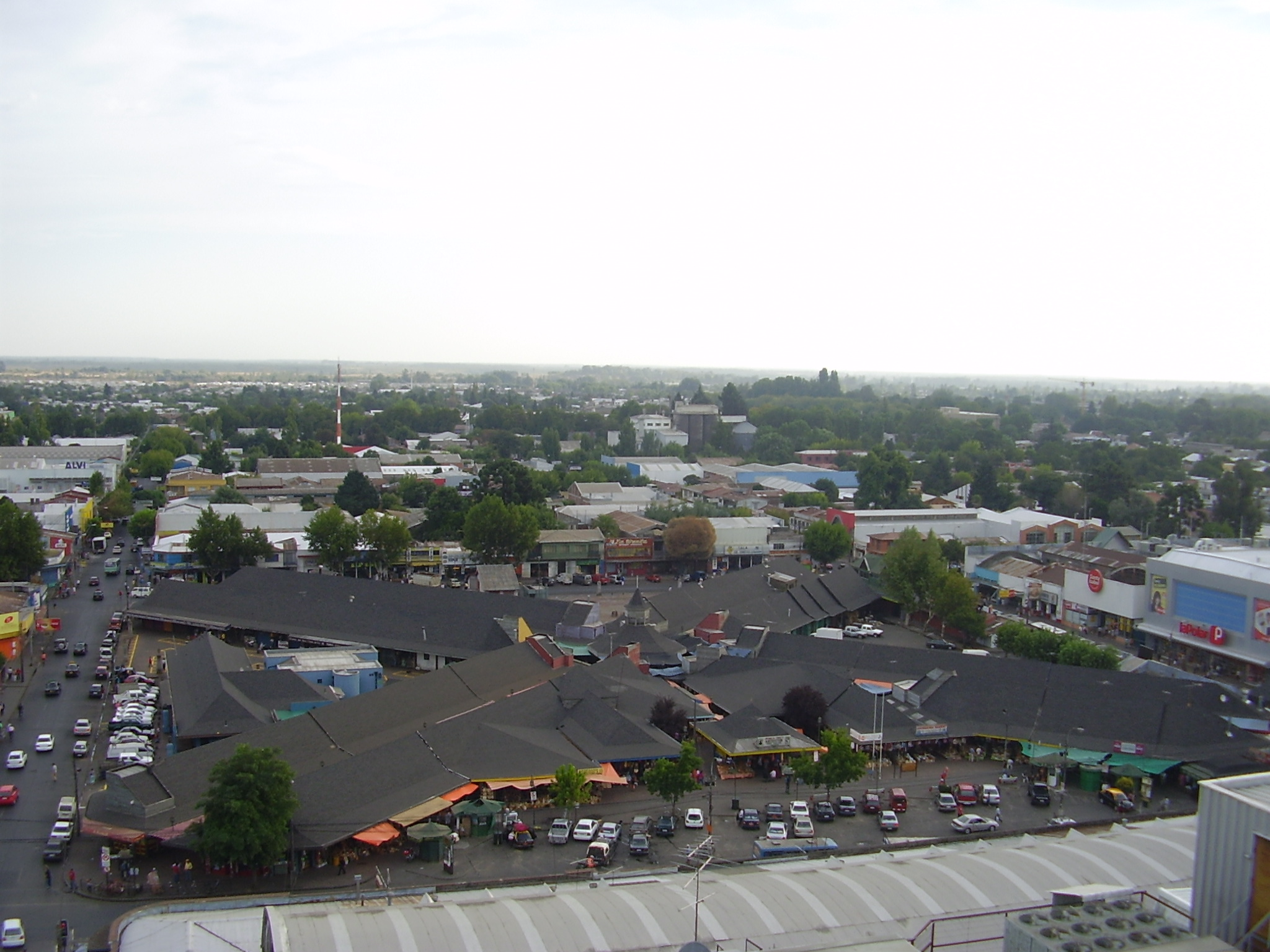
Feria de Chillán
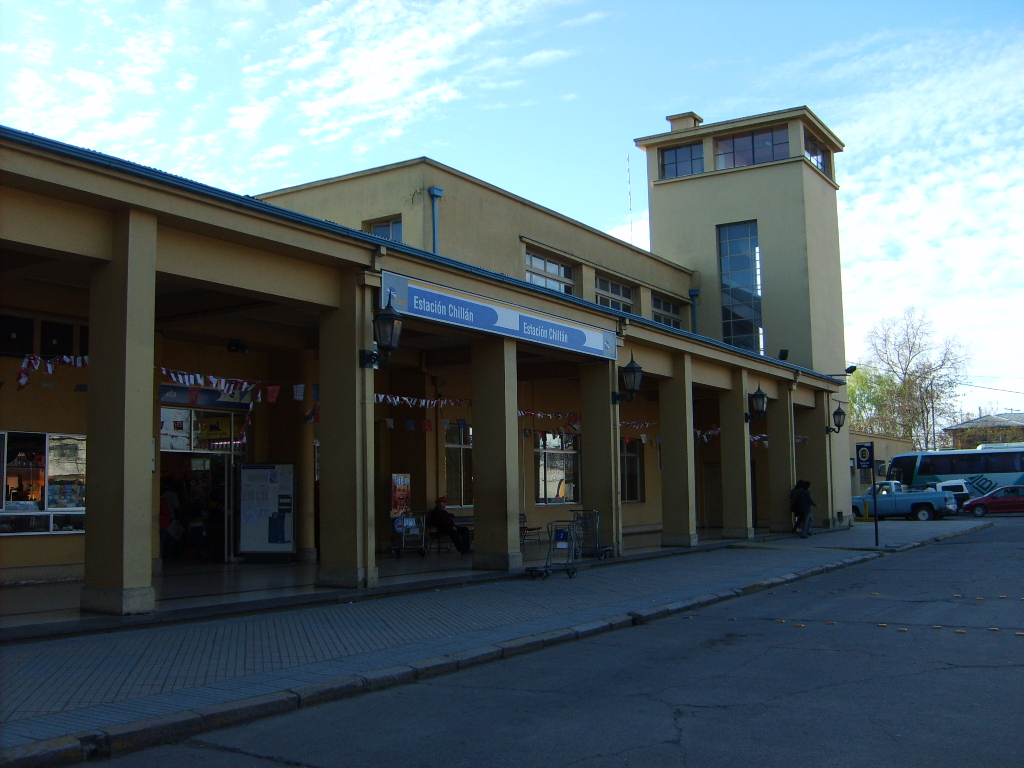
Estación de ferrocarriles de Chillán
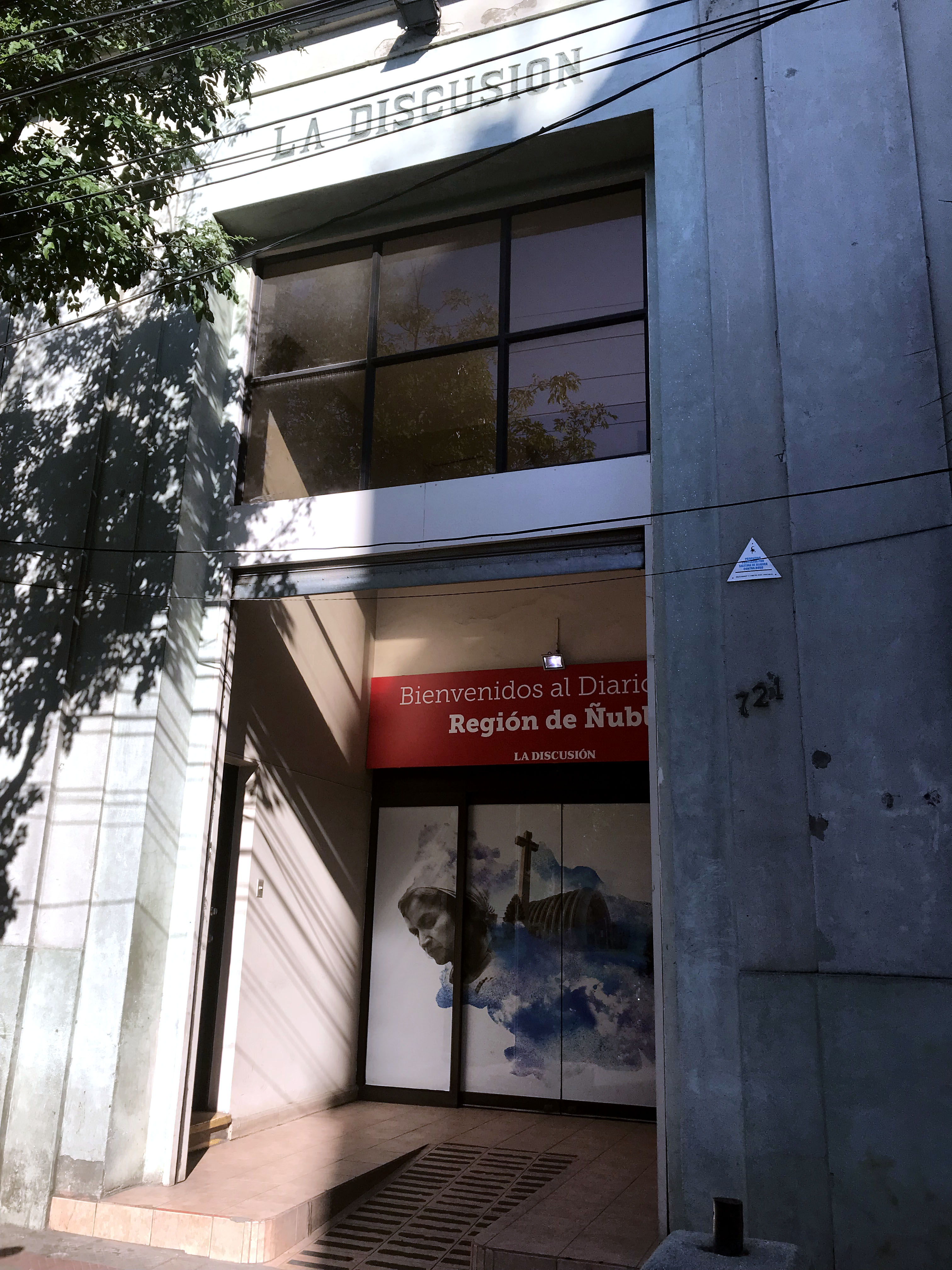
Entrada al Edificio del Diario La Discusión

### Tradiciones y festividades

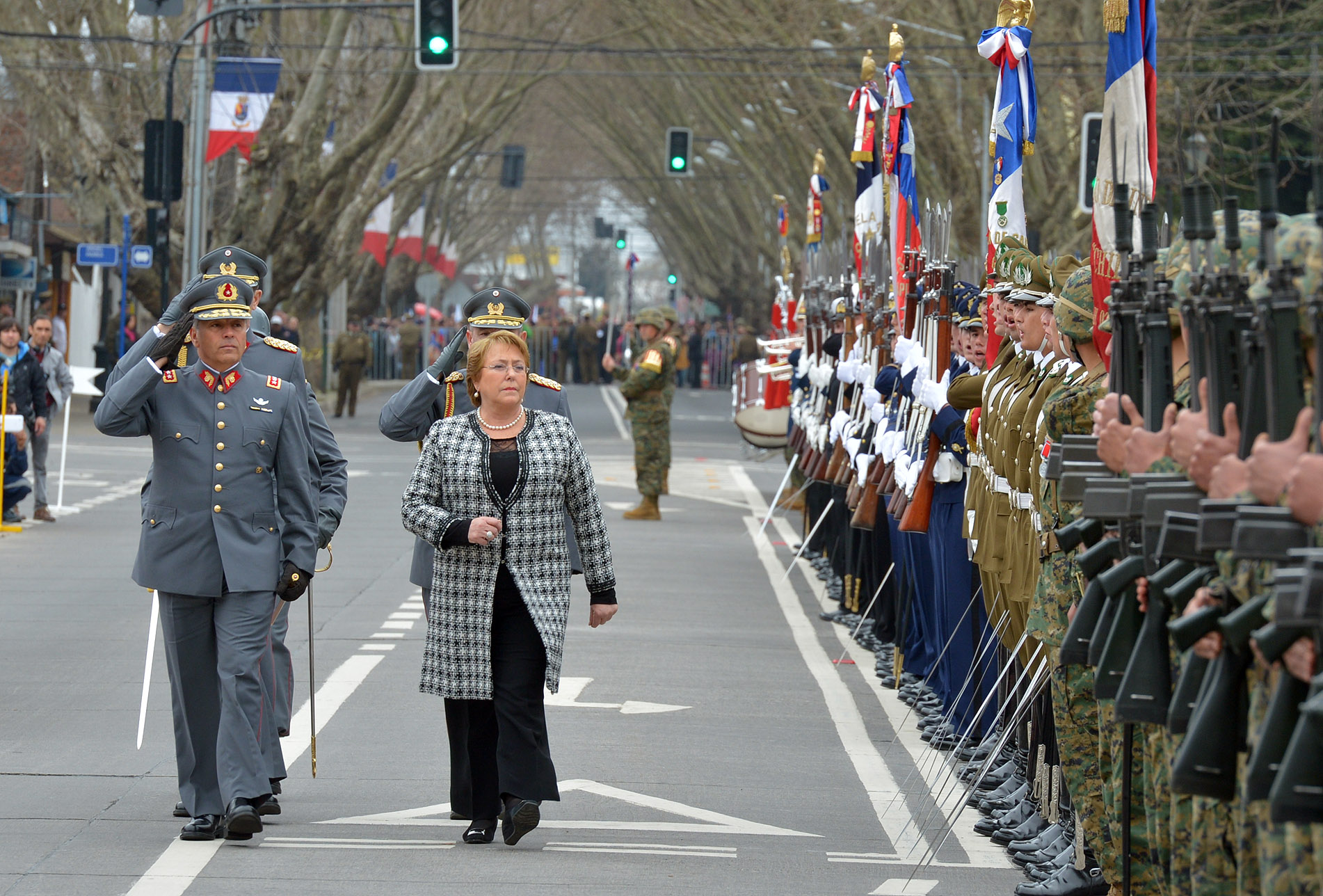
Presidenta Michelle Bachelet en acto de conmemoración del natalicio de Bernardo O'Higgins, del año 2014

El día 20 de agosto es feriado en la ciudad dado que se conmemora el nacimiento del prócer Bernardo O'Higgins. La instauración del feriado nace como ley en 1957, durante el gobierno de Carlos Ibáñez del Campo, en lo que antiguamente correspondía al Departamento de Chillán, cual incluía a las ciudades de Coihueco y Pinto y validado sólo para ese año. Diez años más tarde, esta regla es legislada para el ámbito civil y escolar en el gobierno de Eduardo Frei Montalva, y festejado con un desfile. Tras la creación de la comuna de Chillán Viejo, esta ley aplica también a la nueva división administrativa. Posteriormente pasa por un olvido jurídico y recién en 2014 toma el carácter de feriado en el ámbito civil.
Además de las tradicionales Fiestas Patrias celebradas en septiembre, existe el aniversario que conmemora la fundación de la ciudad, un 26 de junio de 1580. En localidades rurales dependientes de las comunas, como Oro Verde y Las Mariposas, las festividades suelen ser relacionadas con productos cosechados en época, como el tomate y el choclo.

## Sociedad

### Deportes

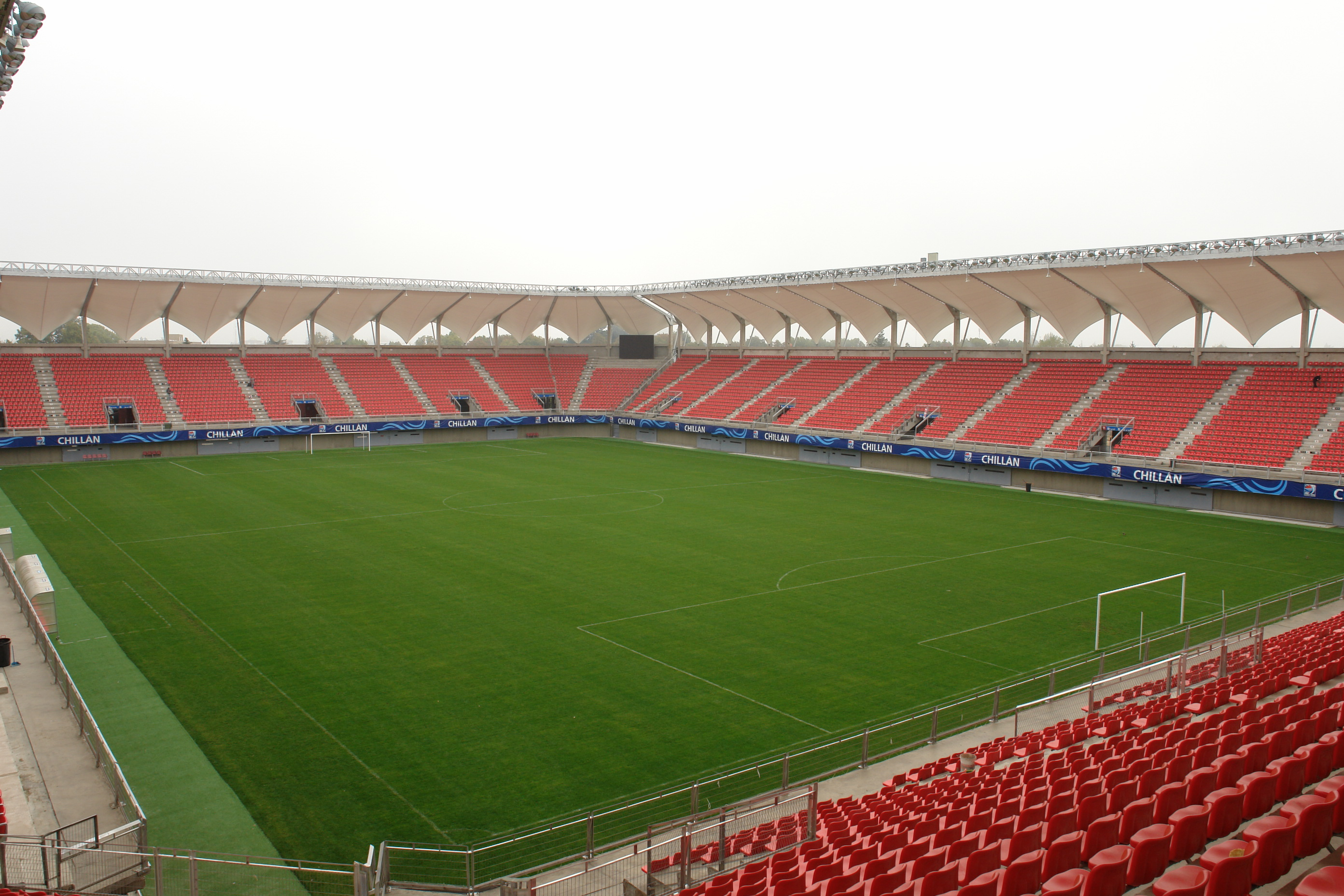
Estadio Nelson Oyarzun

La ciudad cuenta con el Estadio Bicentenario Municipal Nelson Oyarzún, cual fue remodelado el año 2008 con los requerimientos de la FIFA, para ser sede de la Copa Mundial Femenina de Fútbol Sub-20 de 2008. En el lugar, es local el Club Deportivo Ñublense, cual fue creado el 20 de agosto de 1916 con el nombre de Liceo Fútbol Club en el Liceo de Hombres de Chillán. Otros recintos de fútbol de la ciudad son el Estadio Atlético Quilamapu, el Estadio Sergio Zarzar y el Estadio Monumental Arístides Bahamondes de Chillán Viejo. Cabe mencionar la labor de la Asociación Nacional de Fútbol Amateur de Chillán y la Asociación Deportiva Regional de Ñuble, cuales organizan torneos de fútbol en los diversos barrios de la ciudad.

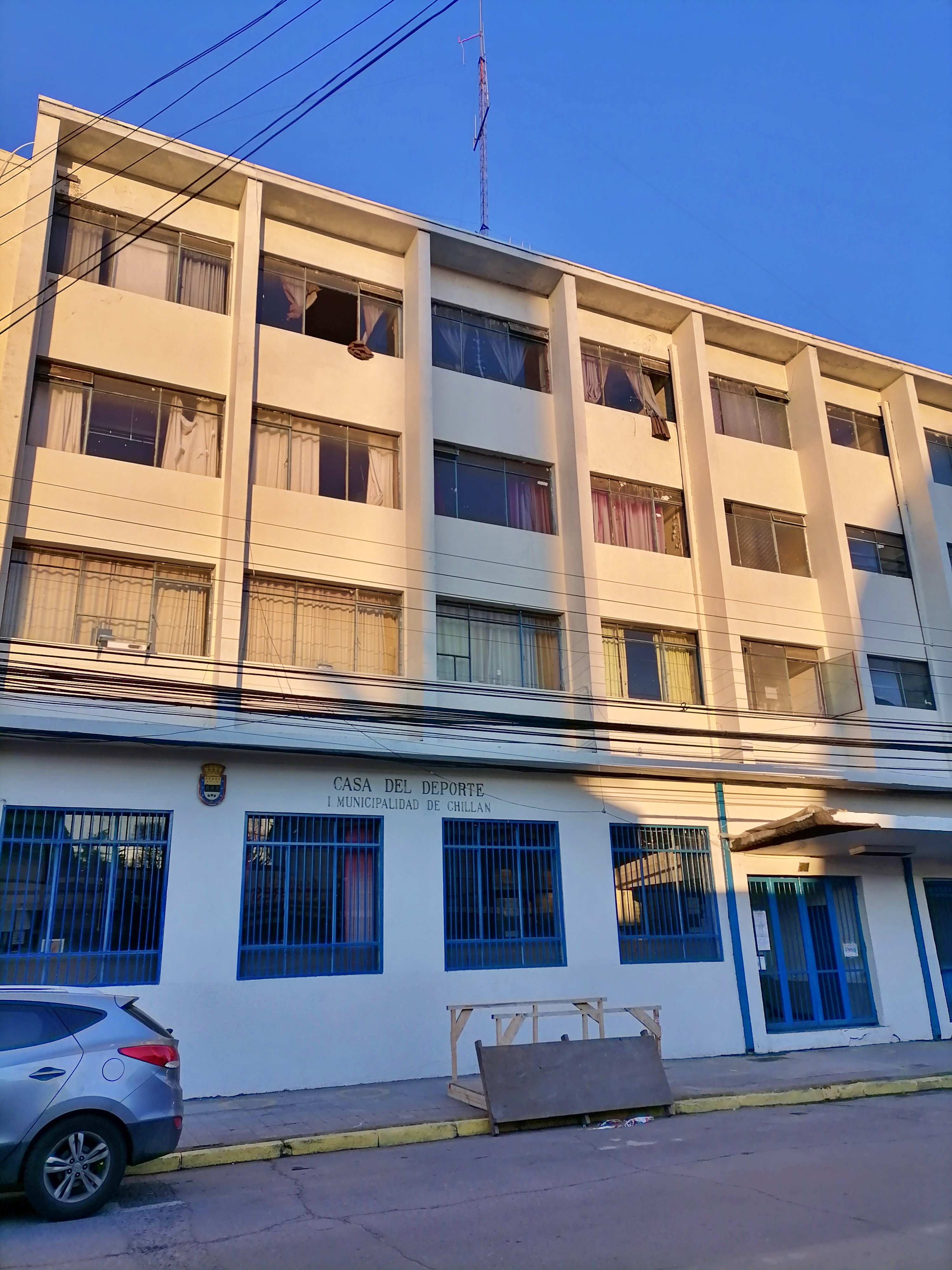
Casa del Deporte de Chillán

En el ámbito del Rodeo chileno, es practicado en la Medialuna de Chillán, cual se ubica frente al Estadio Nelson Oyarzún. En 1984 los jinetes representativos de Chillán, Felipe Jiménez y Hugo Navarro fueron campeones nacionales al ganar el Campeonato Nacional de Rodeo disputado en la ciudad de Rancagua.
Otro símbolo del deporte local, es la Casa del Deporte de Chillán, cual es también usada como recinto de eventos musicales, municipales y de caridad. Por su parte, el Campus Chillán de la Universidad de Concepción posee infraestructura como gimnasio, piscina y canchas de fútbol, tenis y rugby; mientras que los campus Fernando May y La Castilla de la Universidad del Bío-Bío poseen un estadio de fútbol, gimnasio, cancha de tenis y una liga de baby futbol.

### Transporte

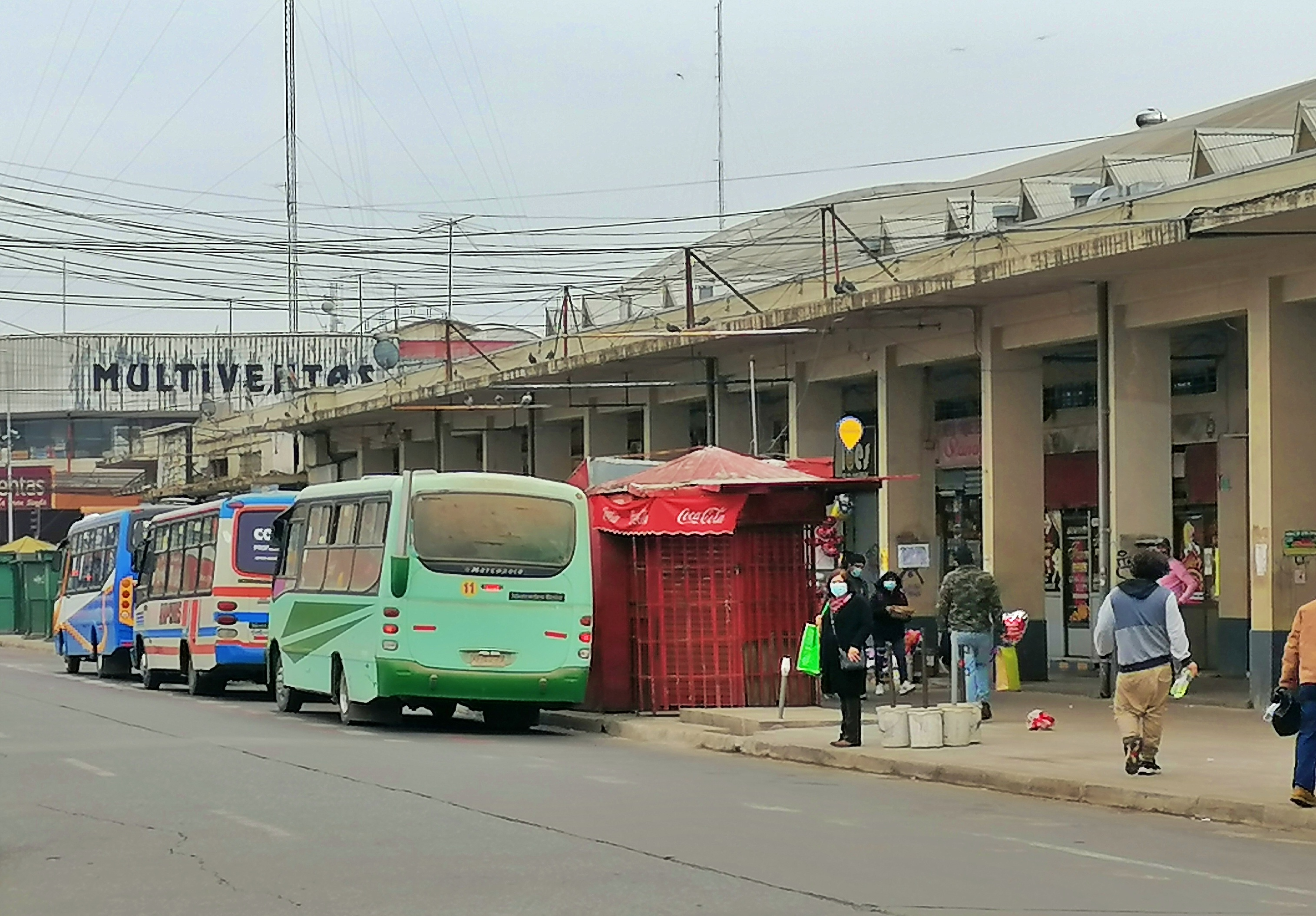
Paradero de microbuses en calle Maipón, junto al Mercado de Chillán

El transporte público de Chillán es considerado uno de los más lentos de Chile. Algunos recorridos de microbuses tienen alcance a sectores fuera del área urbana como Las Mariposas y Villa Illinois. que en conjunto sirven, mediante diez líneas de microbuses o autobuses, las necesidades de los habitantes de la ciudad. El sistema, a pesar de contar con máquinas de cierta antigüedad, es valorado por los chillanejos por su eficiencia y experimenta una renovación parcial de su flota. De la misma forma , los taxi colectivos, con alrededor de 30 líneas, tienen su identificación con número y colores establecidos.

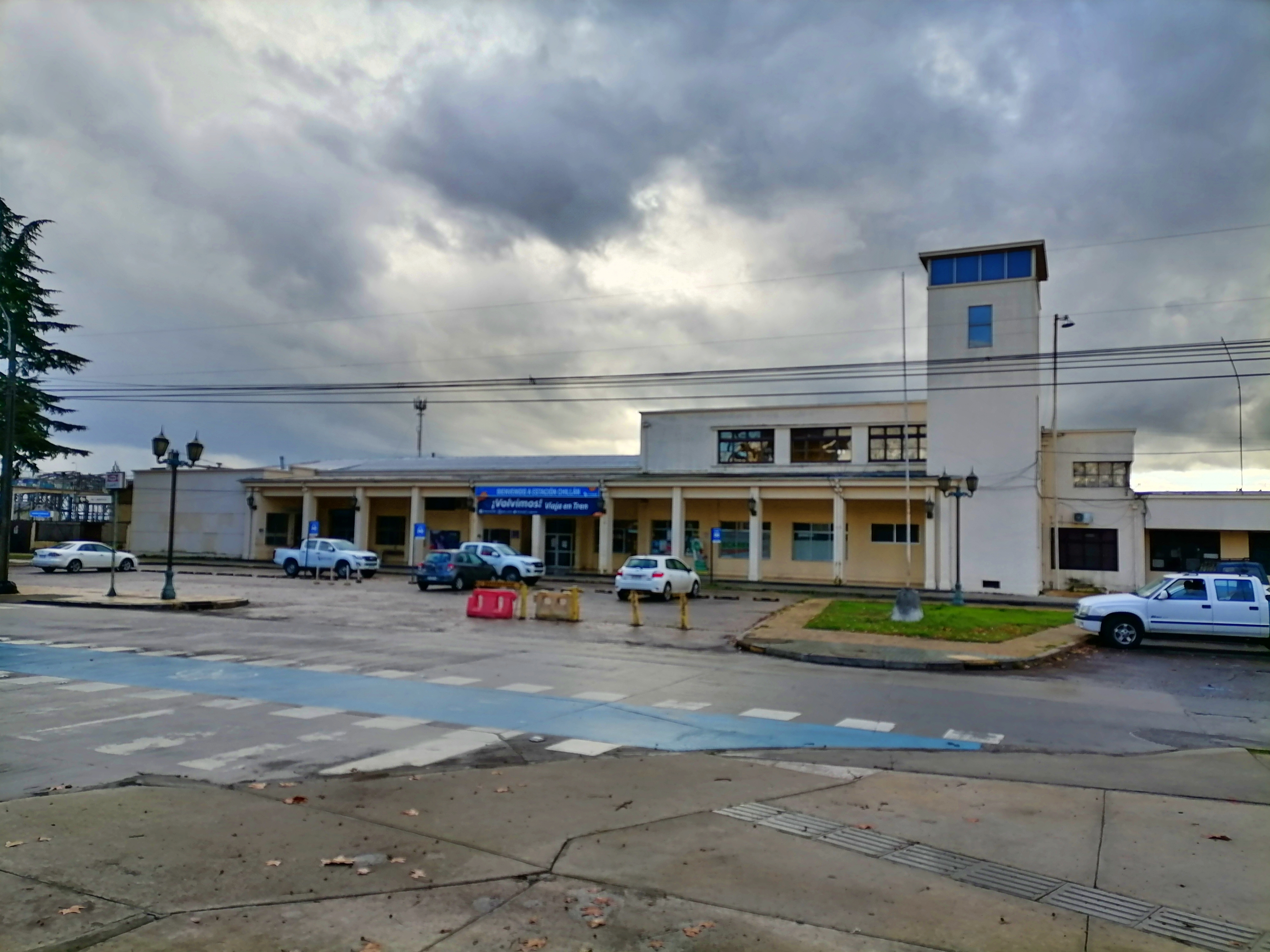
Estación de trenes de Chillán

Por su parte, el ferrocarril es una de las formas más antiguas de la ciudad para transportarse. En un principio, el transporte ferroviario otorgaba servicios en las localidades de San Carlos, Ninquihue, Cocharcas, Chillán, Almarza, Nebuco y Rucapequén, de las cuales solo dos aún permanecen vigentes, por el servicio otorgado a través de Terrasur. Asimismo, existió el Ramal Chillán-Recinto, cual abarcaba el Barrio de Santa Elvira y las localidades de General Lagos, Talquipén, Coihueco, Pinto y Recinto. En el caso de los tranvías, Chillán y San Carlos tuvieron sus propias redes, cuales perduraron hasta el Terremoto de Chillán de 1939.

### Medios de comunicación

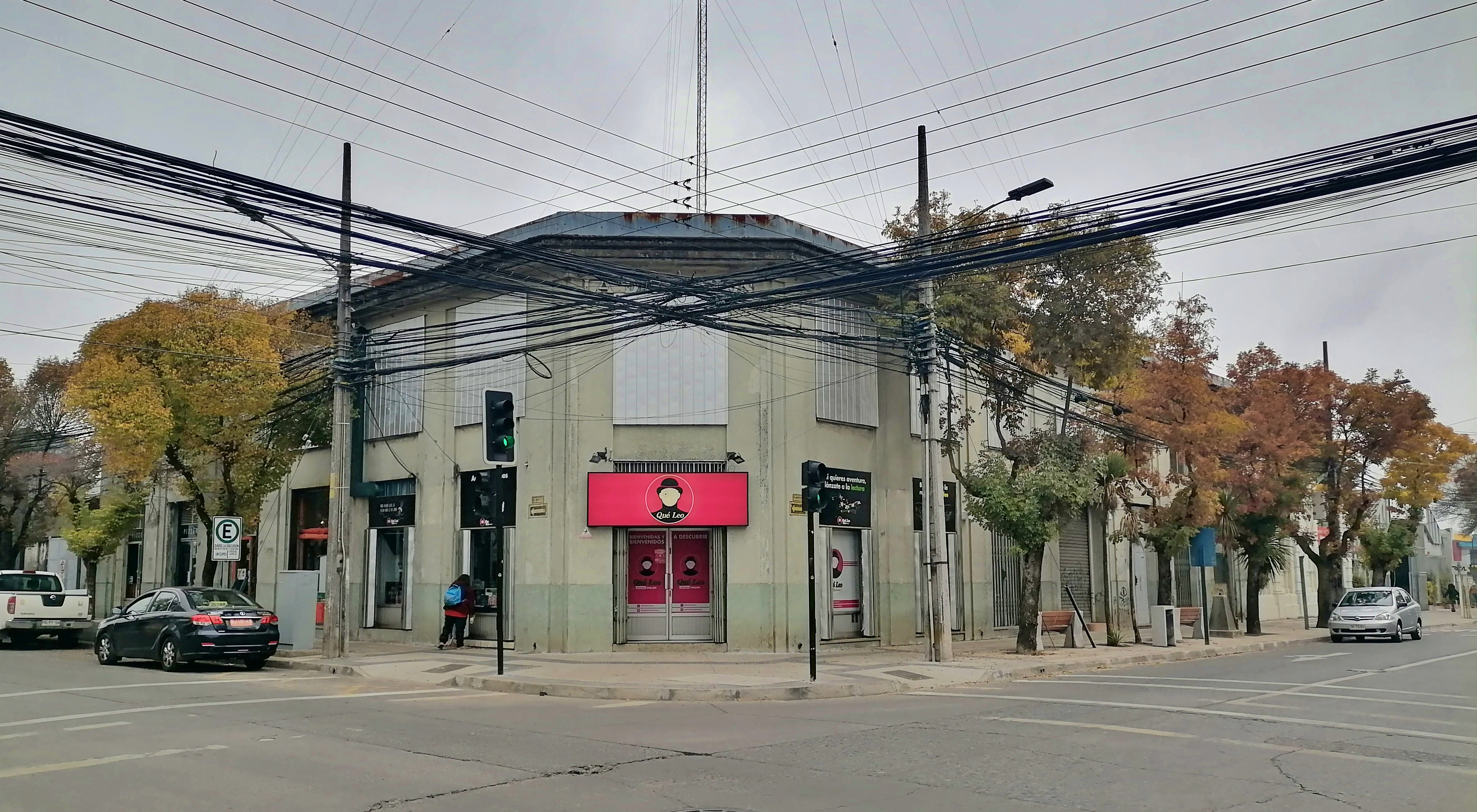
Edificio del Diario La Discusión

El área de Chillán conurbada tiene, actualmente, prácticamente todos los servicios comunicacionales existentes, desde teléfonos públicos en el centro de la ciudad, hasta redes inalámbricas de banda ancha en lugares públicos, oficinas y viviendas.
La telefonía fija posee el prefijo telefónico 42 y abarca a, prácticamente, todas las viviendas de la conurbación, siendo Telefónica del Sur y Movistar las empresas más utilizadas. La telefonía móvil está a cargo de Movistar, Claro, Entel, WOM y VTR Móvil. El servicio de Internet es servido principalmente por Movistar.

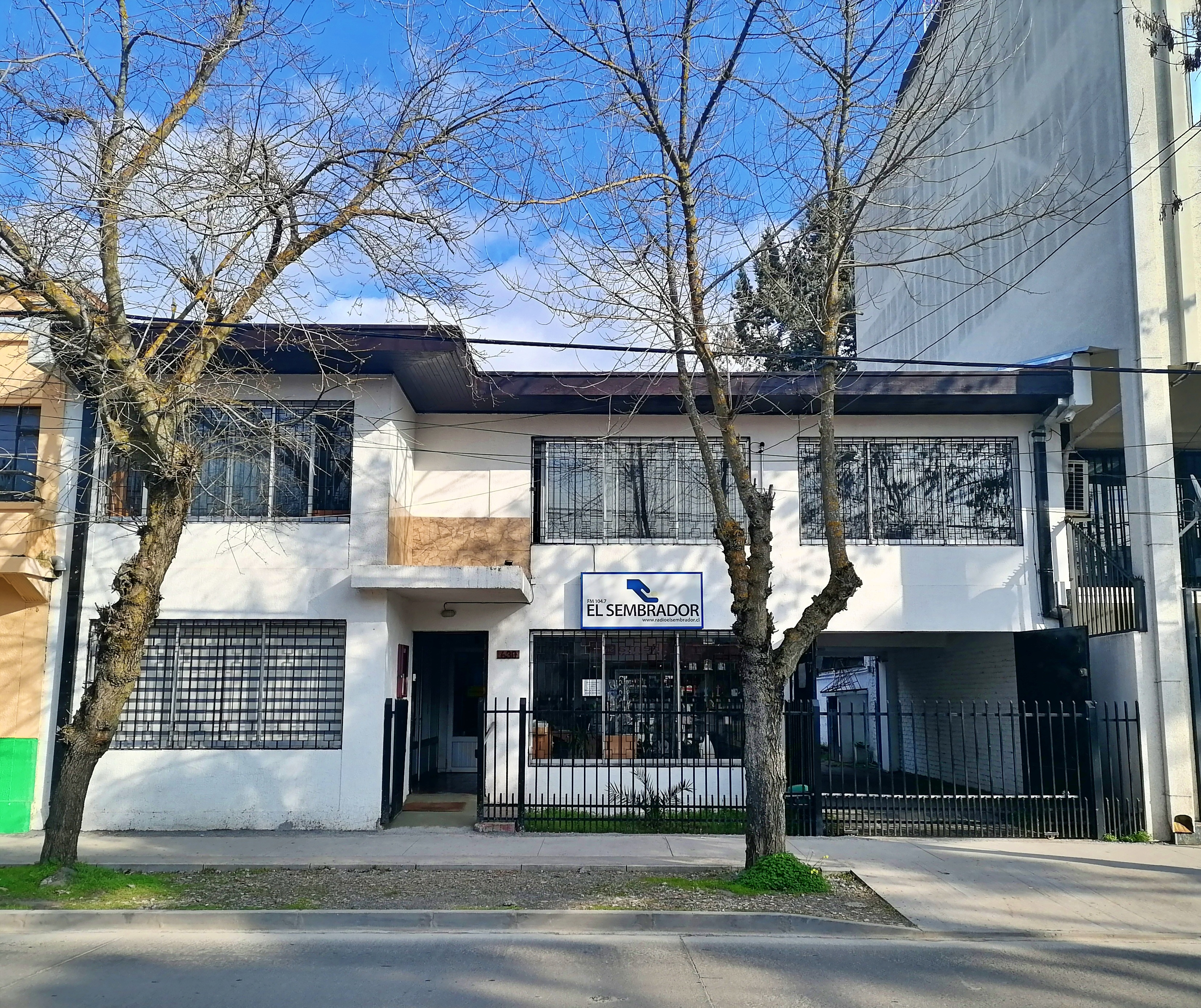
Radio El Sembrador

La empresa de comunicaciones más antigua de Chillán es La Discusión S.A. cual consta de un periódico cual es el segundo más antiguo del país, y una radioemisora. Otro de sus periódicos es Crónica Chillán, perteneciente a Diario El Sur S.A., creado en 2008. Asimismo San Carlos también tiene su periódico llamado "El Sancarlino". Las radioemisoras originarias de Chillán son Radio Ñuble, Radio El Sembrador, Radio Isadora, Radio Cariñosa, Radio El Buen Pastor, Radio Macarena, Radio Alborada, Radio Stellar y Radio Adventista. San Carlos por su parte también tiene sus radioemisoras como Radio Ocarina, Radio Onda, Radio Fe, Radio Contigo, Radio Agrovisión, Radio Interactiva y Radio Sabrosita, mientras que las radioemisoras de Coihueco son Radio Popular, Radio Victoria y Radio Contemporánea.

#### Diarios
- La Discusión
- Crónica Chillán

#### Radioemisoras
En la ciudad de Chillán transmiten las siguientes radioemisoras. No obstante, se pueden escuchar con menor intensidad algunas señales de comunas aledañas.
FM
- 88.7 MHz Radio Armonía
- 89.1 MHz Radio Corporación
- 89.7 MHz Radio Ñuble
- 90.3 MHz Radio La Sabrosita
- 90.7 MHz Radio Contacto
- 91.5 MHz Radio Interactiva
- 92.1 MHz Radio Cariñosa
- 92.5 MHz Radio Emaús (Chillán Viejo)
- 92.9 MHz El Conquistador FM
- 94.7 MHz La Discusión
- 96.3 MHz FM Dos
- 97.7 MHz Radio Isadora
- 98.1 MHz Radio Cooperativa
- 99.1 MHz Radio Carolina
- 99.7 MHz Radio Macarena
- 101.3 MHz ADN Radio Chile
- 102.5 MHz Stellar FM
- 102.9 MHz Radio Emaús
- 103.3 MHz Estilo FM
- 103.9 MHz Radio Pudahuel
- 104.7 MHz Radio El Sembrador
- 105.3 MHz Radio Bío-Bío
- 106.1 MHz Radio Alborada
- 106.9 MHz Radio Universidad Adventista de Chile
- 107.1 MHz Radio Sabrosona
- 107.3 MHz Radio Enmanuel
- 107.5 MHz Radio Comunidad
- 107.7 MHz Radio El Buen Pastor
- 107.9 MHz Radio Visión

AM
- 900 kHz Radio Ñuble
- 1340 kHz La Discusión
- 1440 kHz Radio El Sembrador
- 1540 kHz Radio Corporación

#### Televisión
TDT
- 3.1 - La Red HD
- 6.1 - TVN HD
- 6.2 - NTV
- 9.1 - Mega HD
- 9.2 - Mega 2
- 11.1 - Chilevisión HD
- 11.2 - UChile TV
- 13.1 - Canal 13 HD
- 13.2 - T13 En Vivo
- 21.1 - Nuevo Tiempo HD1
- 21.2 - Nuevo Tiempo HD2
- 26.1 - Canal 9 Bío-Bío Televisión HD
- 36.1 - Canal 1 HD
- 46.1 - Interactiva TV
- 46.2 - Interactiva TV 2
- 48.1 - Televida HD
- 48.2 - RVTV
- 48.3 - Radio Emaús

Por cable
- 7 - TVU (VTR)
- 8 - Canal 9 Bío-Bío Televisión (VTR)
- 41 - Canal 1 (Claro)
- 750 - Canal 1 (Mundo)

## Grandes personajes
Existe una larga lista de personalidades importantes nacidas en Chillán:
| - Claudio Arrau - Orozimbo Barbosa Puga - Marta Brunet - Marta Colvin Andrade - Juan de Dios Aldea | - Eduardo Parra Sandoval - Pedro Lagos Marchant - Arturo Merino Benítez - Bernardo O'Higgins Riquelme | - Arturo Pacheco Altamirano - Volodia Teitelboim - Ramón Vinay - Francisco Campos-López |